# Florencio Varela (ciudad)
San Juan Bautista, más conocida como Florencio Varela, es una ciudad argentina ubicada en la zona sur del Gran Buenos Aires en la provincia homónima. Es la cabecera del partido del mismo nombre, situada en el centro-norte del mismo; a 38 km de la capital provincial, La Plata.
Es la localidad más poblada del partido.

## Nombre

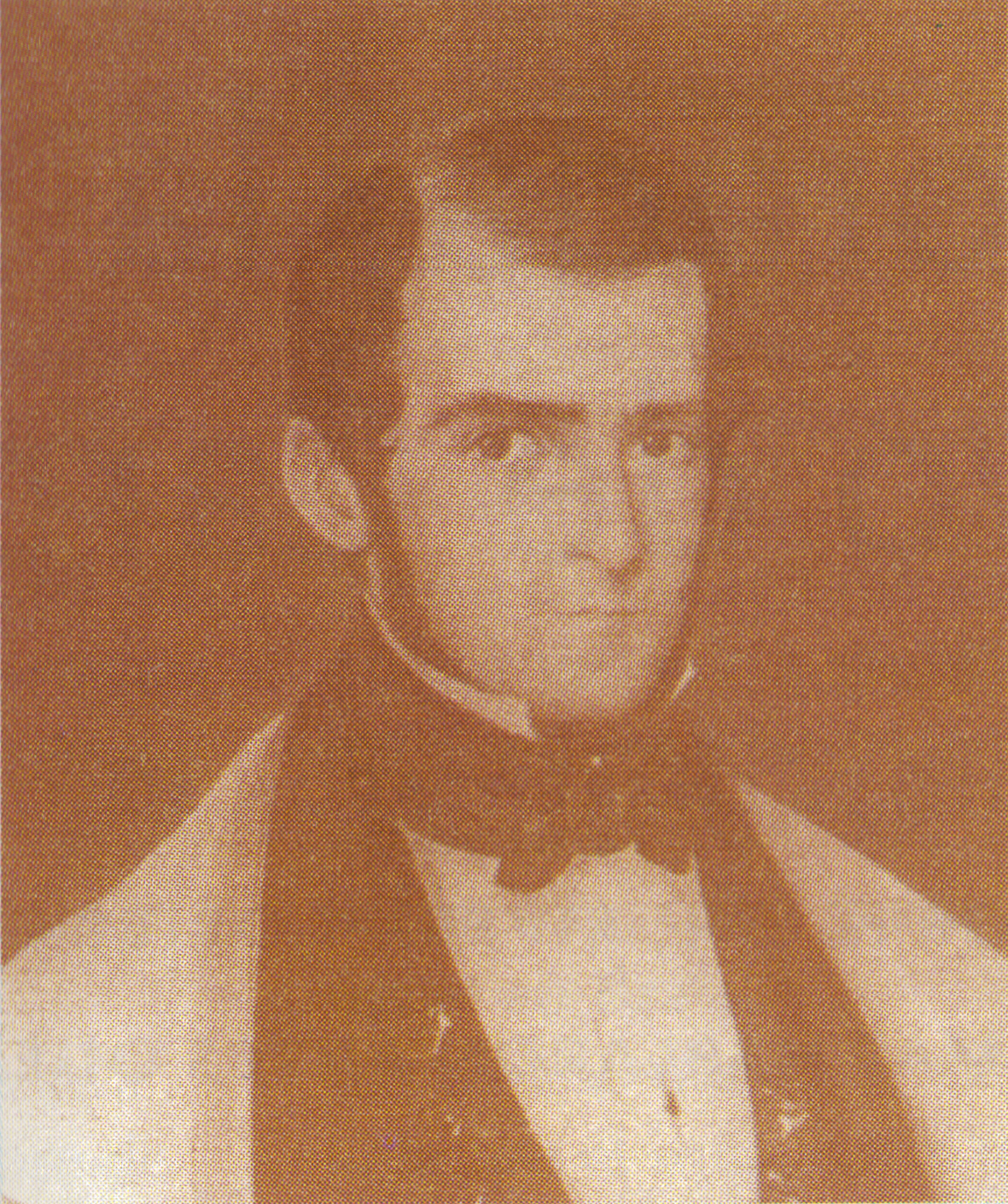
Florencio Varela

Debe su nombre al escritor y periodista Florencio Varela. En su juventud fue poeta, se le atribuyen varias composiciones y una obra dramática. Se desempeñó como diplomático a favor de los intereses unitarios en el exilio luchando contra el gobierno de Juan Manuel de Rosas. Fue miembro de la Asociación de Mayo formada por la generación del 37. Era hermano del poeta Juan Cruz Varela, y su hijo Luis Vicente Varela llegó a ser juez de la Corte Suprema de Justicia de Argentina. Falleció en Montevideo en 1848.
Desde 2005, de acuerdo a la Ley Provincial 13.362 del Gobernador Felipe Solá, se denomina Ciudad de San Juan Bautista, en honor al nombre original del pueblo.

## Historia
- Juan de Garay, durante la segunda Fundación de Buenos Aires, repartió las tierras en tres zonas: norte, oeste y sur. Correspondiendo esta última a integrar los Pagos de la Magdalena (1666), que al dividirse, en el año 1730, pasaron a llamarse Reducción de los Indios Quilmes, convirtiéndose más adelante en el Partido de Quilmes (14 de agosto de 1812).

- 1805, José Godoy y Brígida de la Cruz adquirieron a Cristóbal Bellino y Justa Suárez una gran estancia llamada "Orqueta Curá" o "Curá Có" (nombre araucano: "Curá" es piedra y "Co" significa agua), ubicada a orillas del arroyo Gaete, hoy Las Piedras. En la mitad del arroyo se entronca con otro curso de agua formando una orqueta natural al unirse tales caudales, por lo que ese lugar se llamó "Orqueta Curá". Al fallecer los propietarios de esta gran estancia, es fraccionada para sus herederos y Juan de la Cruz Contreras queda como dueño del casco de la misma. Este vende fracciones de tierra y comienza a incrementarse un poblado.

- 1870 y 1871, al producirse las epidemias de fiebre amarilla en Buenos Aires se genera un crecimiento mayor de población en la zona, al afincarse nuevas familias que escapan al generalizado mal. Juan de la Cruz Contreras llama a su extensa propiedad "San Juan Bautista", al subdividir las tierras. El mismo es bautizado con ese nombre por el Pbro. José M. Fronteriz y aprobado por el Gobierno de la Provincia de Buenos Aires el 11 de febrero de 1873. Dicho pueblo pertenece al Partido de Quilmes.

- Octubre de 1886, por resolución Ministerial del Gobierno de la Provincia de Buenos Aires, se cambia la denominación del pueblo de San Juan Bautista por el de Florencio Varela, siempre perteneciente a Quilmes y respondiendo a un pedido de una Comisión de Vecinos, que en el fondo, busca con otra estrategia, similar meta: la autonomía. Años después se produciría esta, como recompensa a tantos esfuerzos y legítimos derechos a progresar, dispuestos sus habitantes a no ser dejados de lado por parte de las Autoridades de Quilmes y sólo tenidos en cuenta para el pago de tasas y ser puente de intereses económicos y políticos que nada tienen que ver con los varelenses.

- 1888: cimbronazo de 5,0 Richter a las 0:20 del 5 de junio por el terremoto del Río de la Plata de 1888.

- 30 de enero de 1891, se crea el Partido de Florencio Varela. Allí tienen singular gravitación las actuaciones de los Diputados Provinciales Pedro Bourel y Sotero Vásquez, residentes allí y de gran influencia vecinal, mereciendo agregarse el hecho de que el gobernador que promulgó la Ley, Julio A. Costa, tendría tierras en este flamante Distrito.

- 18 de febrero de 1892, se constituyen las primeras Autoridades Municipales, conforme a las elecciones realizadas el 17 de enero de ese año, siendo consagrado Intendente Don Guillermo Davidson, descendiente directo del fundador.

- El 22 de junio de 1953 el gobernador Carlos Aloé firmó el decreto N° 5731/53 por el que se proclamaba la Ley 5719 que declaraba ciudad al ejido urbano del partido.

## Geografía

### Ubicación

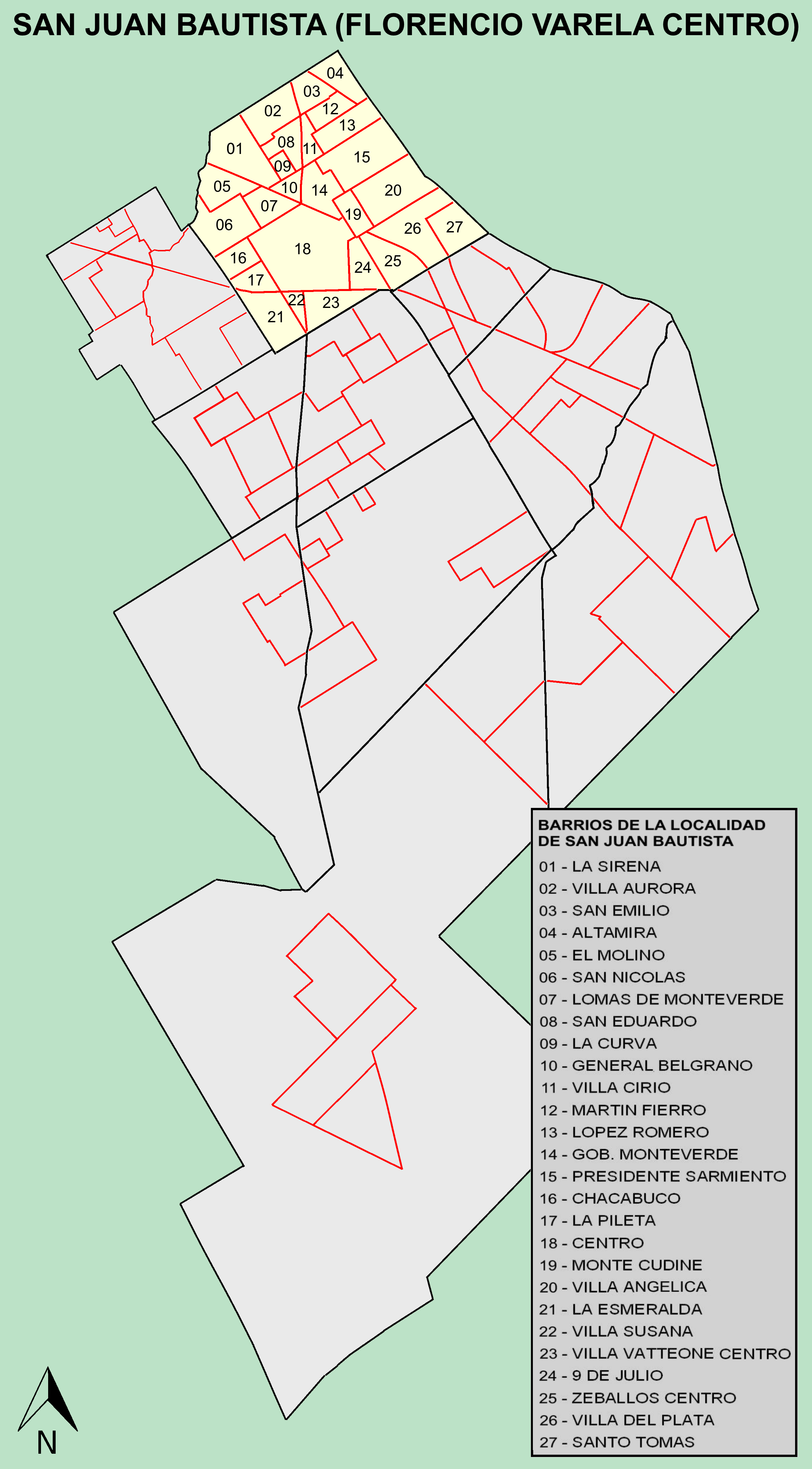
Ubicación y barrios de la ciudad de Florencio Varela en el partido de Florencio Varela.

Florencio Varela se encuentra en la zona Sur del Gran Buenos Aires a 23 km de la Ciudad de Buenos Aires, Capital Federal, a 35 km de la Ciudad de La Plata, capital provincial, a 8,5 km de Berazategui y a 11 km de Quilmes, estas dos últimas localidades vecinas.
Limita al norte con el partido de Quilmes (Villa La Florida y Quilmes Oeste); al este con la localidad de Ezpeleta y con el partido de Berazategui (Berazategui Oeste), al sur con las localidades de Zeballos, Villa Vatteone y Villa Santa Rosa; y al oeste con las localidades de Gobernador Costa y San Francisco Solano (partido de Quilmes).
La ciudad se encuentra comprendida dentro de los siguientes límites: al norte, Avda. República de Francia y Avda. Monteverde (Ruta Provincial  4); al oeste, Arroyo Las Piedras y Avda. Padre Obispo Jorge Novak; al este, la Avda. Calchaquí (Ruta Provincial 36); al sur, Avda. Tte. Gral. Juan Domingo Perón, Avda. 12 de Octubre y Avda. Bélgica.

### Clima
El clima de Florencio Varela es de tipo templado pampeano (Cfa, subtropical húmedo en la Clasificación climática de Köppen), y si bien por lo general la temperatura suele ser de unos grados más baja que en la ciudad de Buenos Aires por las mañanas, las máximas son similares. El promedio del mes de enero es de 24,5 °C y el de julio es de 10,5 °C. Las precipitaciones son de unos 910 mm anuales. En los meses fríos, si existe demasiada humedad en el ambiente, pueden darse bancos de niebla por la mañana en las zonas abiertas.
| Parámetros climáticos promedio de Florencio Varela (2019) | Parámetros climáticos promedio de Florencio Varela (2019) | Parámetros climáticos promedio de Florencio Varela (2019) | Parámetros climáticos promedio de Florencio Varela (2019) | Parámetros climáticos promedio de Florencio Varela (2019) | Parámetros climáticos promedio de Florencio Varela (2019) | Parámetros climáticos promedio de Florencio Varela (2019) | Parámetros climáticos promedio de Florencio Varela (2019) | Parámetros climáticos promedio de Florencio Varela (2019) | Parámetros climáticos promedio de Florencio Varela (2019) | Parámetros climáticos promedio de Florencio Varela (2019) | Parámetros climáticos promedio de Florencio Varela (2019) | Parámetros climáticos promedio de Florencio Varela (2019) | Parámetros climáticos promedio de Florencio Varela (2019) |
| Mes                                                       | Ene.                                                      | Feb.                                                      | Mar.                                                      | Abr.                                                      | May.                                                      | Jun.                                                      | Jul.                                                      | Ago.                                                      | Sep.                                                      | Oct.                                                      | Nov.                                                      | Dic.                                                      | Anual                                                     |
| --------------------------------------------------------- | --------------------------------------------------------- | --------------------------------------------------------- | --------------------------------------------------------- | --------------------------------------------------------- | --------------------------------------------------------- | --------------------------------------------------------- | --------------------------------------------------------- | --------------------------------------------------------- | --------------------------------------------------------- | --------------------------------------------------------- | --------------------------------------------------------- | --------------------------------------------------------- | --------------------------------------------------------- |
| Temp. máx. media (°C)                                     | 31                                                        | 29                                                        | 27                                                        | 23                                                        | 19                                                        | 16                                                        | 16                                                        | 18                                                        | 20                                                        | 23                                                        | 26                                                        | 29                                                        | 23                                                        |
| Temp. mín. media (°C)                                     | 18                                                        | 17                                                        | 15                                                        | 11                                                        | 8                                                         | 5                                                         | 5                                                         | 6                                                         | 8                                                         | 11                                                        | 13                                                        | 16                                                        | 11                                                        |
| Precipitación total (mm)                                  | 93.5                                                      | 104.6                                                     | 98.2                                                      | 81.7                                                      | 73.6                                                      | 54                                                        | 56.2                                                      | 53                                                        | 52.8                                                      | 87.7                                                      | 92.2                                                      | 94.9                                                      | 942.4                                                     |
| Horas de sol                                              | 434                                                       | 378                                                       | 387.5                                                     | 345                                                       | 325.5                                                     | 300                                                       | 310                                                       | 341                                                       | 372                                                       | 403                                                       | 420                                                       | 449.5                                                     | 4465.5                                                    |
| Fuente: NOAA - Año 2019                                   |                                                           |                                                           |                                                           |                                                           |                                                           |                                                           |                                                           |                                                           |                                                           |                                                           |                                                           |                                                           |                                                           |

### Sismicidad
La región responde a la «subfalla del río Paraná» y a la «subfalla del río de la Plata», con sismicidad extremadamente baja; un fuerte sismo producto de esta última falla se produjo el 5 de junio de 1888 (137 años), a las 3:20 UTC-3 (0:20 H.O.A.), con una magnitud de 5,5 en la escala de Richter.
El día 30 de noviembre de 2018 se produjo un nuevo sismo, con una magnitud de 3,8 en la escala de Richter, a las 10:27 UTC-3.

## Demografía
Según los datos arrojados por el Censo Argentino de 2022, la ciudad tiene una población de 497.818 habitantes, a diferencia de los 146.704 del Censo de 2010.

## Economía

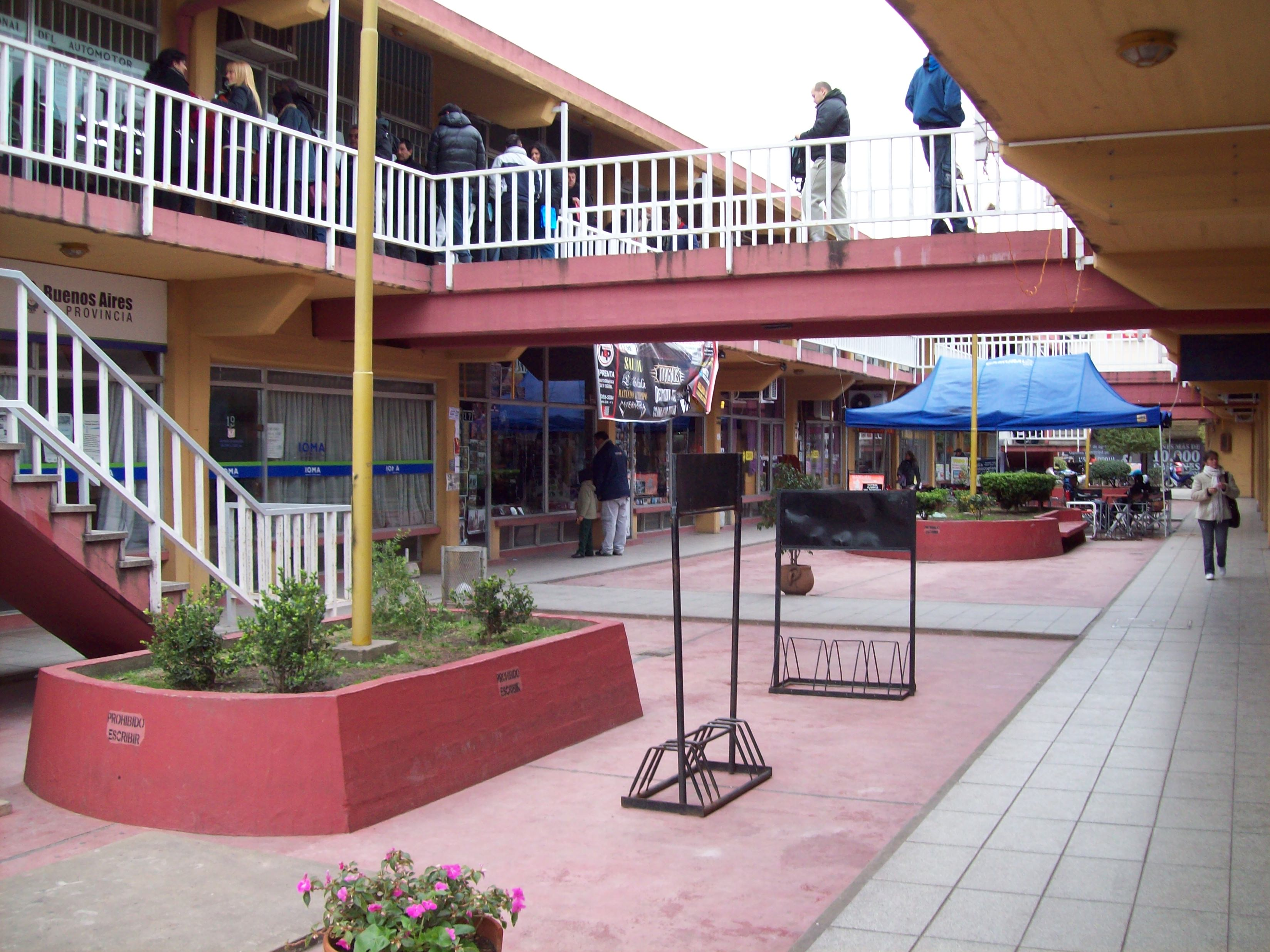
Galería abierta sobre la Peatonal Monteagudo.

Existen dos sectores comerciales fuertemente diferenciados en la Ciudad de Florencio Varela, uno en el barrio centro, entre la Avenida San Martín y la peatonal Monteagudo, además de las calles que las atraviesan; y otro en el Cruce Varela, sobre las Avenidas Calchaquí, Camino General Belgrano e Hipólito Yrigoyen.

## Salud

### Hospital Zonal General de Agudos "Mi Pueblo"
El Hospital Mi Pueblo se encuentra en la localidad de Villa Vatteone, cerca de la estación de tren de Florencio Varela, siendo el centro asistencial de carácter público más importante del distrito.

### Hospital Alta Complejidad en Red "El Cruce"

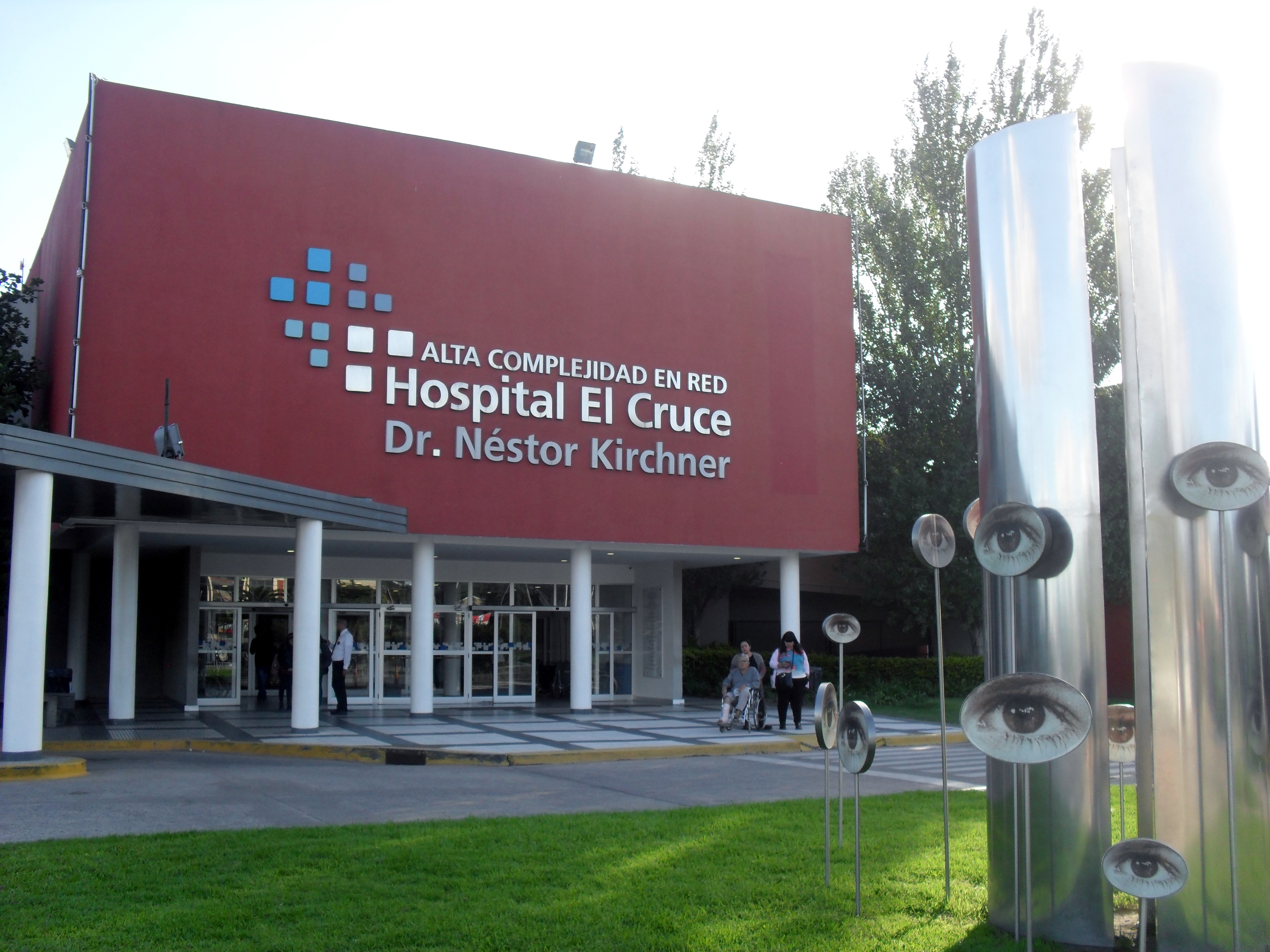
Hospital El Cruce.

El Hospital El Cruce se ubica en la manzana comprendida entre la Avenida Calchaquí y las calles Bombero Galarza, Lope de Vega y Necochea, en el Cruce Varela.
Constituye un nodo de la red de salud de la región, integrada por los hospitales "Mi Pueblo" de Villa Vatteone, "Evita Pueblo" de Berazategui, "Arturo Oñativia" de Rafael Calzada, "Isidoro Iriarte" de Quilmes, "Dr. Oller" de San Francisco Solano, "Lucio Meléndez" de Adrogué; "Dr. José María Jorge" de Burzaco y "Julio Méndez" de Bernal.
Para acceder a la atención del hospital es indispensable ser derivado de dichos hospitales en caso de requerir una mayor complejidad. Para esto se cuenta con un servicio de gestión de pacientes que coordina los turnos de las diferentes especialidades.

### Centros de atención primaria de la salud
Los centros de salud primaria del siguiente cuadro atienden en la localidad:
- Unid. Sanit. La Esmeralda
- Unid. Sanit. La Sirena
- Unid. Sanit. Martín Fierro
- Unid. Sanit. "Villa Abrille", Barrio San Eduardo
- Unid. Sanit. "20 de Junio", Barrio San Nicolás
- CIC Santo Tomás
- Unid. Sanit. Villa Angélica
- Unid. Sanit. Villa Aurora
- Unid. Sanit. Villa del Plata
- Posta sanitaria La Pileta
- Posta sanitaria López Romero

## Educación

### Escuelas

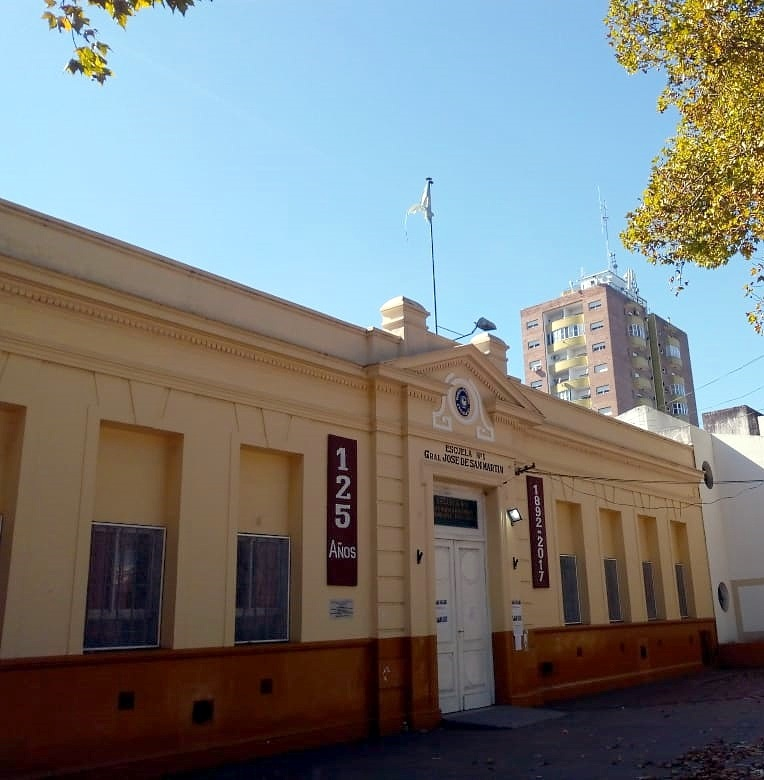
E.E.P. N°1, Gral. José de San Martín.
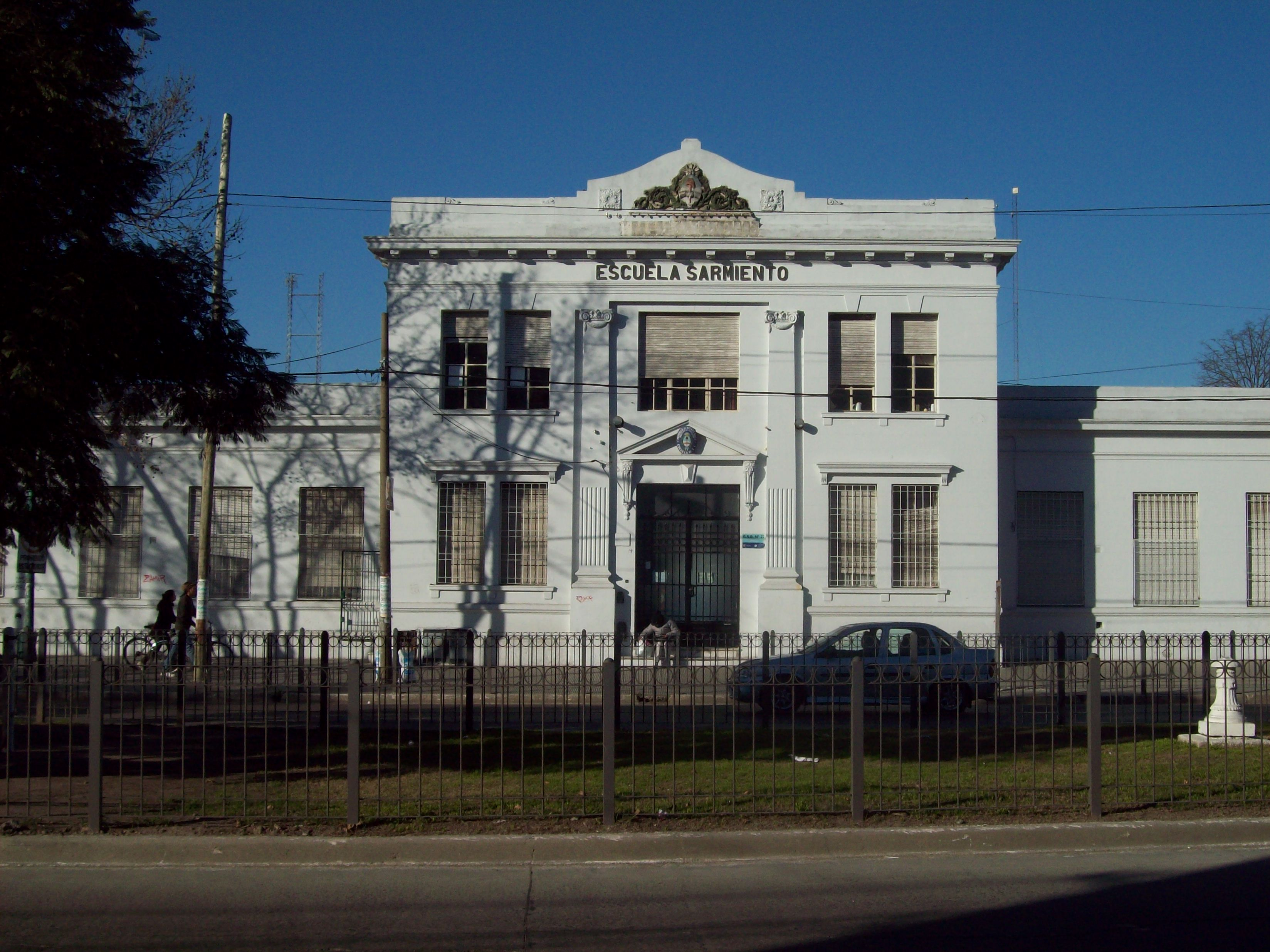
E.E.P. N°11, Domingo Faustino Sarmiento.

El siguiente es un listado de escuelas públicas primarias de la localidad de San Juan Bautista (Florencio Varela):
- Nro. 1 "Gral. San Martín", Barrio Centro
- Nro. 2 "Juan Bautista Alberdi", Barrio Zeballos Centro
- Nro. 11 "Domingo F. Sarmiento", Barrio Centro
- Nro. 12 "Pcia. de Entre Ríos", Barrio San Nicolás
- Nro. 13 "Almafuerte", Barrio Martín Fierro
- Nro. 14 "R.E. de San Martín", Barrio Curva de Berraymundo
- Nro. 15 "Paula Alb. de Sarmiento", Barrio Villa del Plata
- Nro. 16 "Esteban Echeverría", Barrio 9 de Julio
- Nro. 20 "Rep. de Chile", Barrio La Esmeralda
- Nro. 21 "Larrea y G. Nacional", Barrio La Sirena
- Nro. 22 "Gob. Monteverde", Barrio Gobernador Monteverde
- Nro. 23 "J. F. Kennedy", Barrio San Emilio
- Nro. 28 "Pcia. de Córdoba", Barrio Marconi
- Nro. 32 "Carlos Moyano", Barrio San Eduardo
- Nro. 33 "Juan Manuel de Rosas", Barrio Santo Tomás
- Nro. 37 "R. Vera Peñaloza", Barrio La Sirena
- Nro. 40 "Ángel de Estrada", Barrio Villa Angélica
- Nro. 43 "Ismael Luis Roselli", Barrio Villa Mónica
- Nro. 48 "Enrique Banchs", Barrio San Nicolás
- Nro. 51 "Tte. Juan O. Abraham", Barrio Zeballos Centro
- Nro. 53 "Sold. Ramón Solorzano", Barrio Villa Aurora
- Nro. 54 "Miguel Arrazcaeta", Barrio Chacabuco

### Universidad Nacional Arturo Jauretche

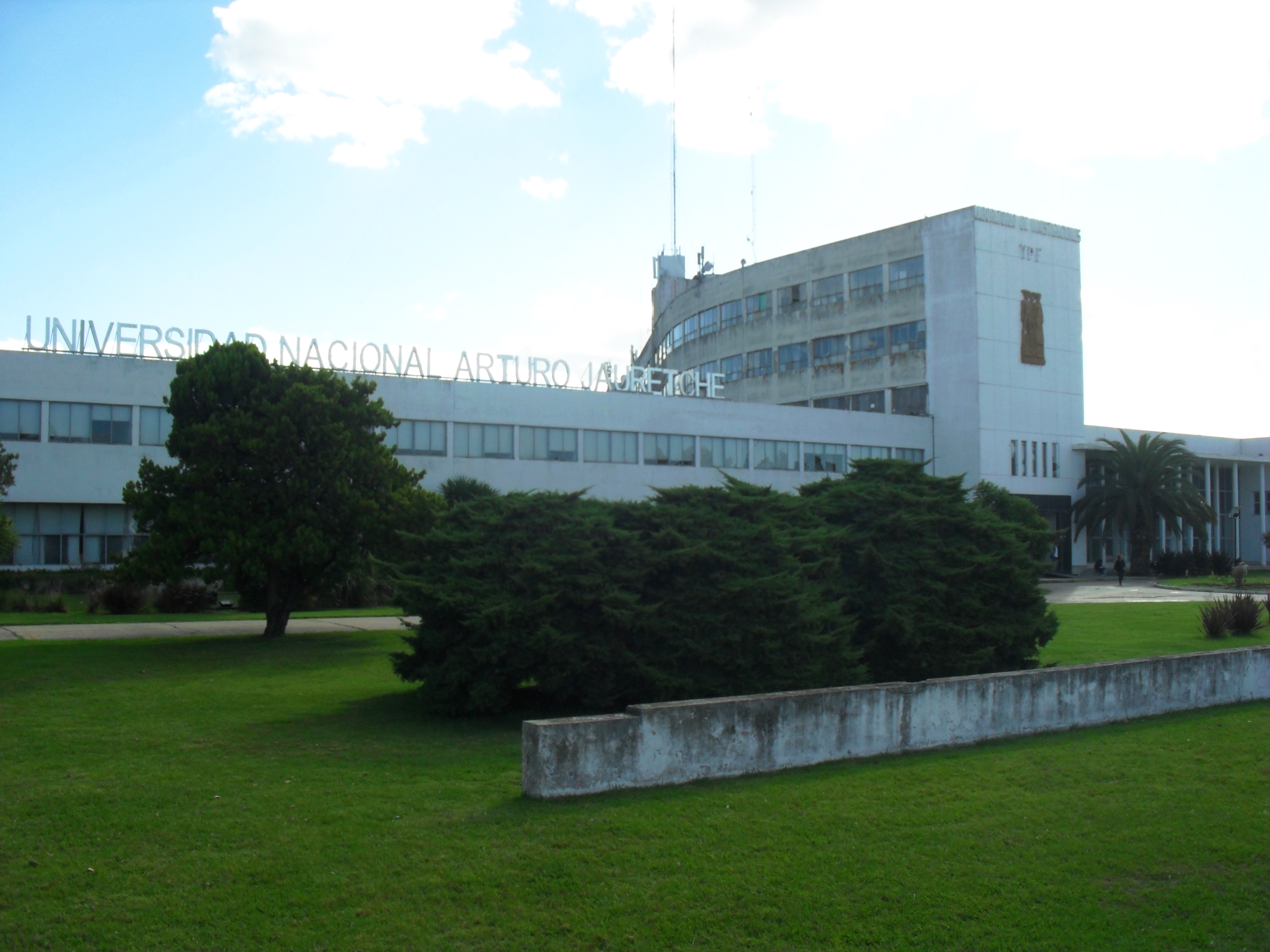
Universidad Nacional Arturo Jauretche.

El campus de la Universidad Nacional Arturo Jauretche (UNAJ), ubicada en Florencio Varela, se encuentra en un amplio predio en el que funcionaron una vez los laboratorios de tecnologías y desarrollo de hidrocarburos de YPF en el Cruce Varela. El edificio central se encuentra en la esquina de Avenida Calchaquí y Avenida del Trabajo. También se dictan clases en un anexo ubicado en el Hospital El Cruce, a unas pocas cuadras.
Su creación fue impulsada por el diputado Carlos Kunkel, autor del proyecto de creación de la Universidad en Florencio Varela, quien fundamentó la necesidad de creación de nuevas academias en la evolución de cada distrito.
Fue fundada por ley N.º 26.576 el 29 de diciembre de 2009, e inaugurada el 17 de noviembre de 2010 por la entonces Presidenta de la Nación, Cristina Fernández de Kirchner.
En su primer ciclo lectivo en 2011, la UNAJ recibió un total de 3.049 inscripciones.
En 2015 la universidad superó la barrera de los 9.000 inscriptos, cifra que se mantuvo para 2016 y 2017. En 2018 la universidad cuenta con 20.747 estudiantes que asisten regularmente.

### Bibliotecas

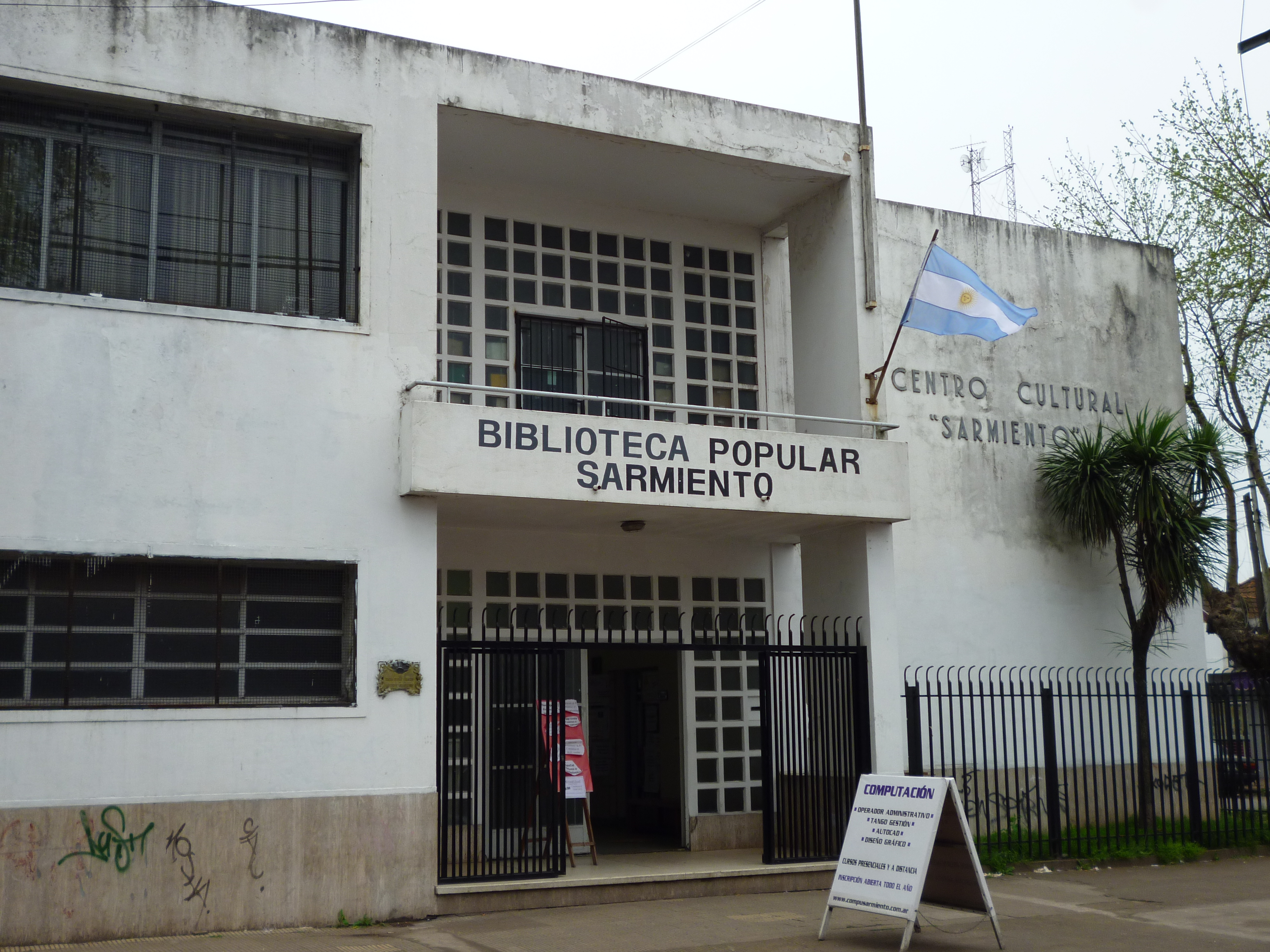
Biblioteca Popular y Centro Cultural Sarmiento.
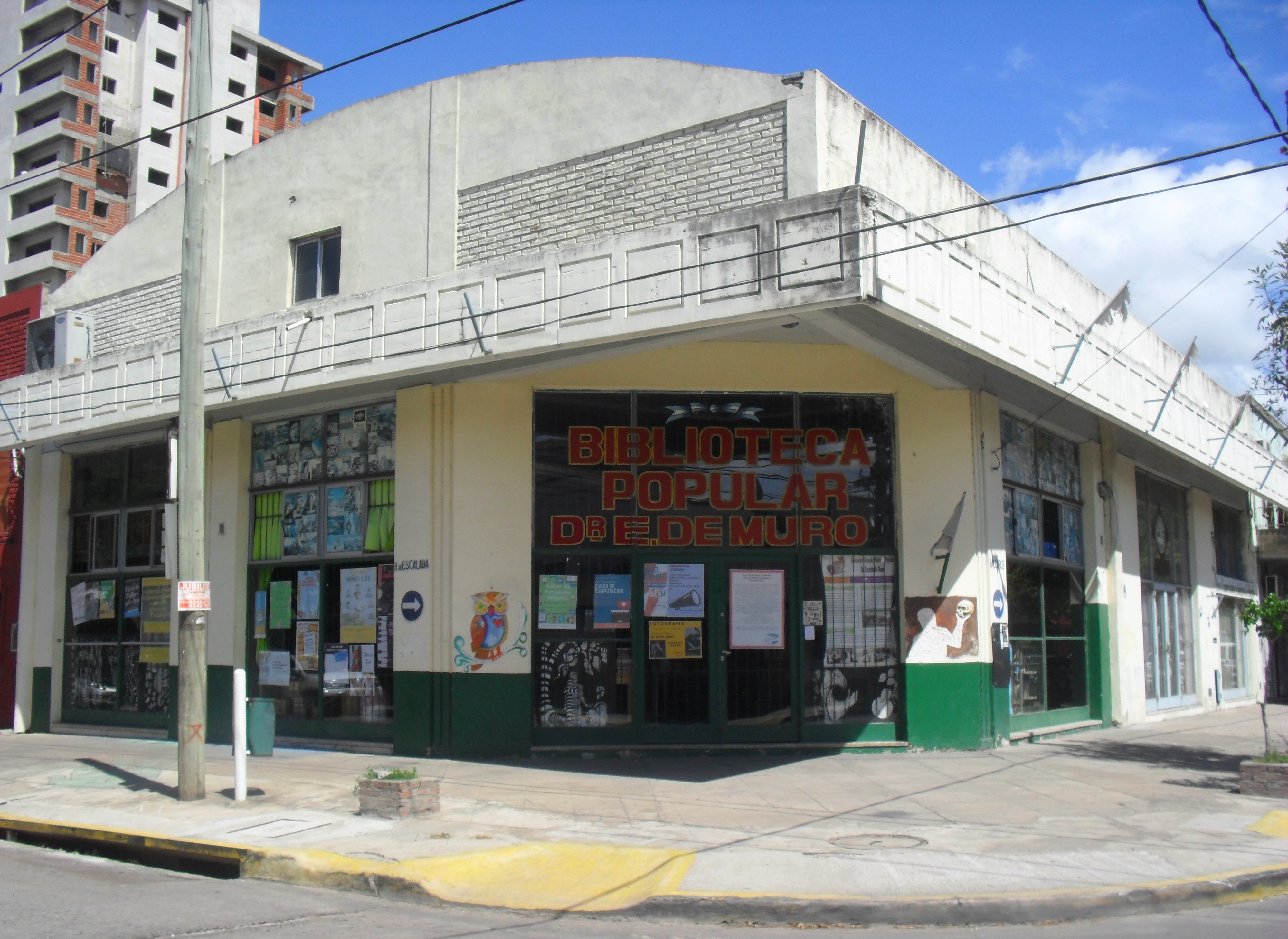
Biblioteca Dr. E. Muro.

- Biblioteca Popular Sarmiento, Barrio Centro
- Biblioteca Popular Almafuerte, Barrio Zeballos Centro
- Biblioteca Popular Dr. Florencio Varela, Barrio Villa Vatteone Centro
- Biblioteca Popular Santo Tomás de Aquino, Barrio Santo Tomás
- Biblioteca Popular Miguel López, Barrio Villa Angélica
- Biblioteca Popular Dr. de Muro, Barrio López Romero

## Transporte

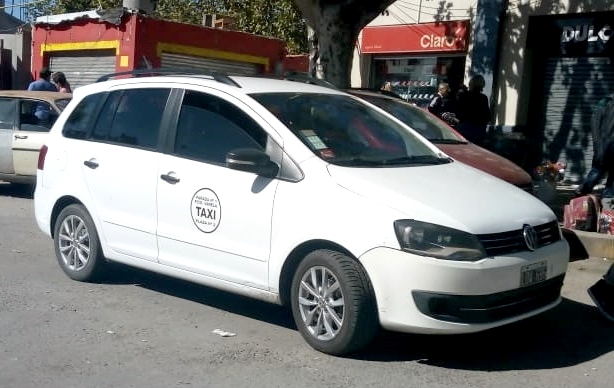
Taxi local a la salida de la Estación Fcio. Varela.

### Accesos
La principales vías de acceso a esta ciudad son:
- Avenida Monteverde - (desde Almirante Brown);
- Camino General Belgrano - (desde Lanús, La Plata);
- Avenida Calchaquí - (desde la Ciudad de Buenos Aires, Avellaneda, La Plata);
- Avenida General San Martín - (desde Quilmes), - Avenida Eva Perón - (desde las localidades del sur del Partido de Fcio. Varela, Brandsen)

### Terminal de larga distancia

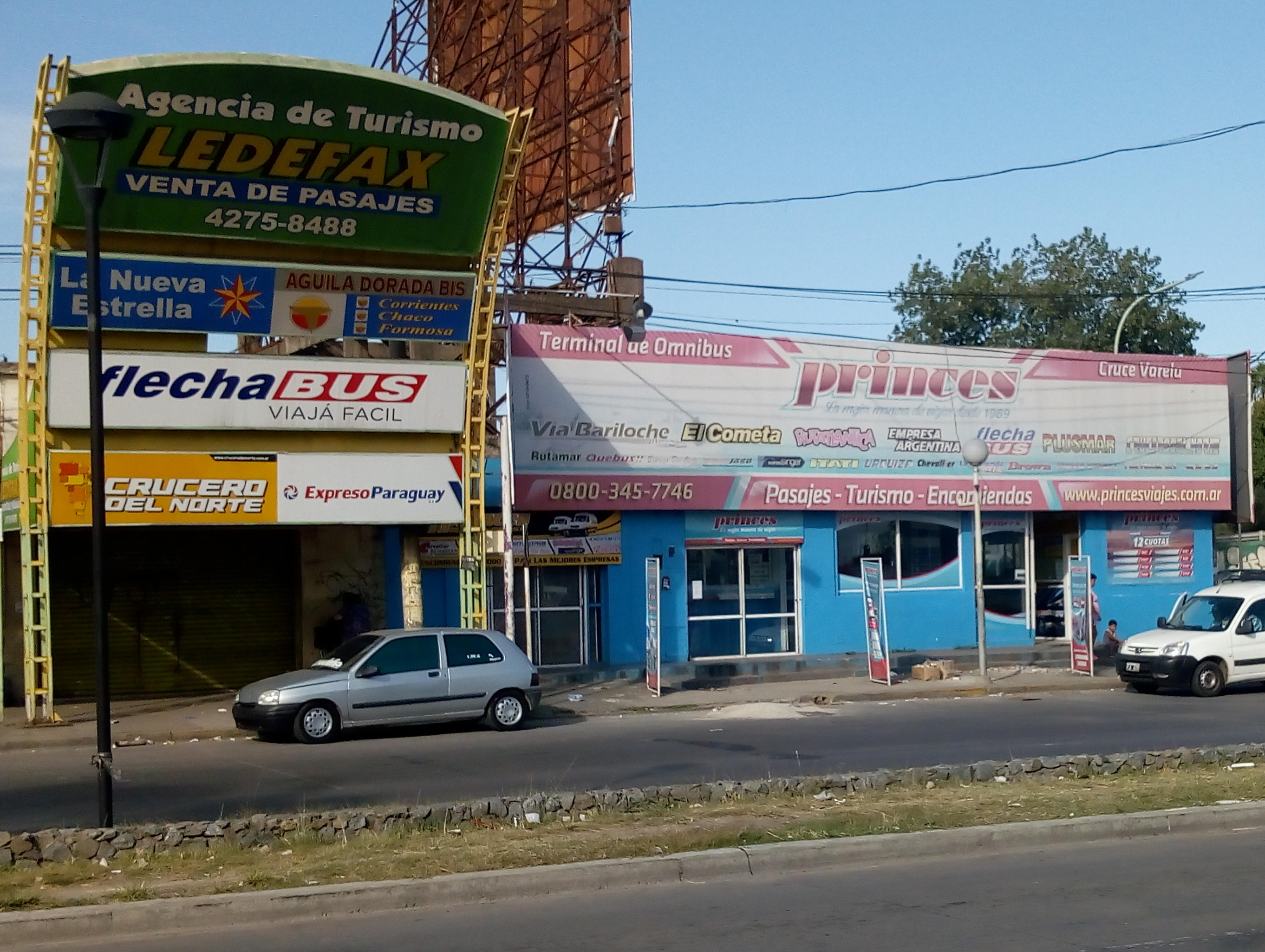
Terminal de ómnibus de larga distancia del Cruce Varela (Lado Berazategui).

Cuenta con una popular terminal de ómnibus de larga distancia atendida por empresas como Flecha Bus, Chevallier, Crucero del Norte, Andesmar, Cóndor Estrella, etc.

### Colectivos
Las siguientes líneas de colectivos de media y corta distancia recorren las calles de Varela:
 Líneas nacionales
79 98 129 148 159 178
 Líneas provinciales
266 324 338 354 383 403 414
 Líneas municipales
500 501 502 503 504 505 506 507 508 509 511 512 513

### Metrobús
Actualmente la ciudad cuenta con dos ramales de Metrobús, los únicos de la zona sur del Gran Buenos Aires, uno sobre la Avenida San Martín que conduce al centro de Varela, y otro sobre la Avenida Calchaquí que lleva al Cruce Varela
- Metrobús Florencio Varela: En el tramo de la Avenida General José de San Martín que va desde la intersección de la Avenida Monteverde hasta la calle Juan José Castelli / 9 de julio de 1816 en el centro de Varela;
- Metrobús Calchaquí: En el tramo de la Avenida Calchaquí que va desde la Avenida República de Francia hasta la calle Sargento Cabral (pasando enfrente del Hospital El Cruce y el predio de la UNAJ y el Consejo Deliberante de Florencio Varela). El recorrido total de esta línea de metrobús inicia en el Triángulo de Bernal y termina en el Cruce Varela, abasteciendo a los partidos de Quilmes, Berazategui y Florencio Varela.

### Ferrocarril

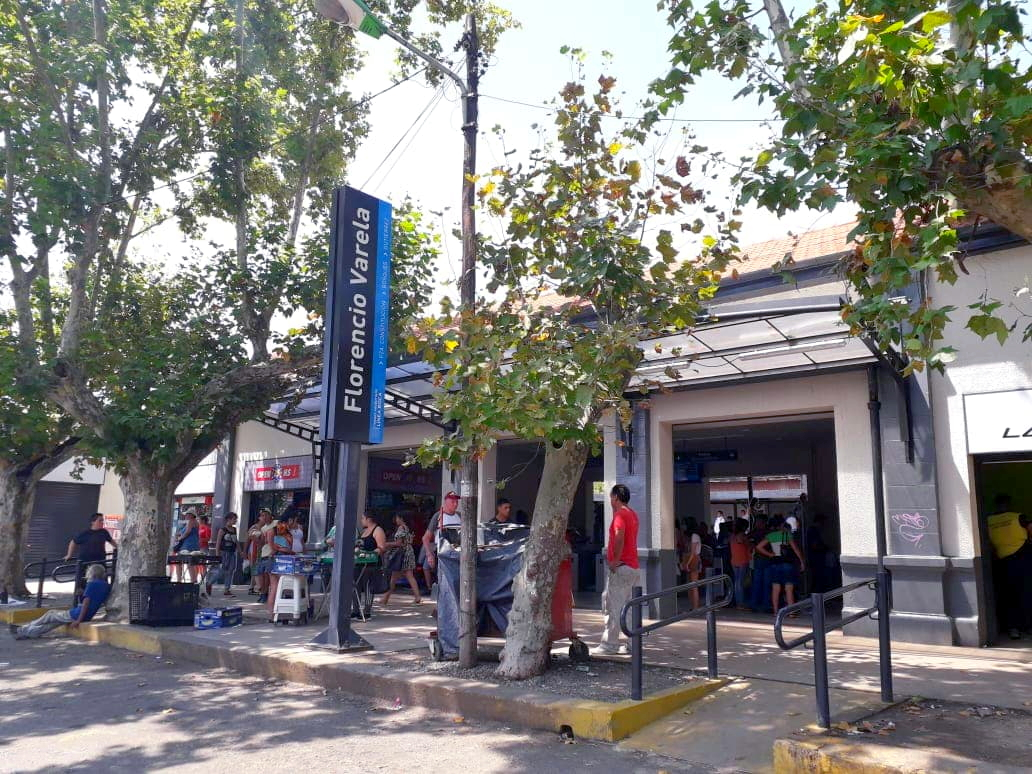
Entrada principal a la estación Florencio Varela.

Cuenta con la estación Florencio Varela, parada intermedia del servicio eléctrico metropolitano de la Línea General Roca desde y hacia Plaza Constitución.

## Arquitectura y urbanismo
Debido a su clima, flora y tranquilidad, a Florencio Varela se la denominaba la "Córdoba chica", especialmente entre los años 1910 y 1950. Durante las temporadas de verano llegaban visitantes, ocupando amplias residencias o quintas construidas a tal efecto, donde el canto de los pájaros o el de la chicharra a la hora de la siesta era lo único que quebraba la ansiada quietud, con esos hermosos tilos en la Monteagudo y los naranjos silvestres que se plantaron frente a las casas.

### Las casas históricas

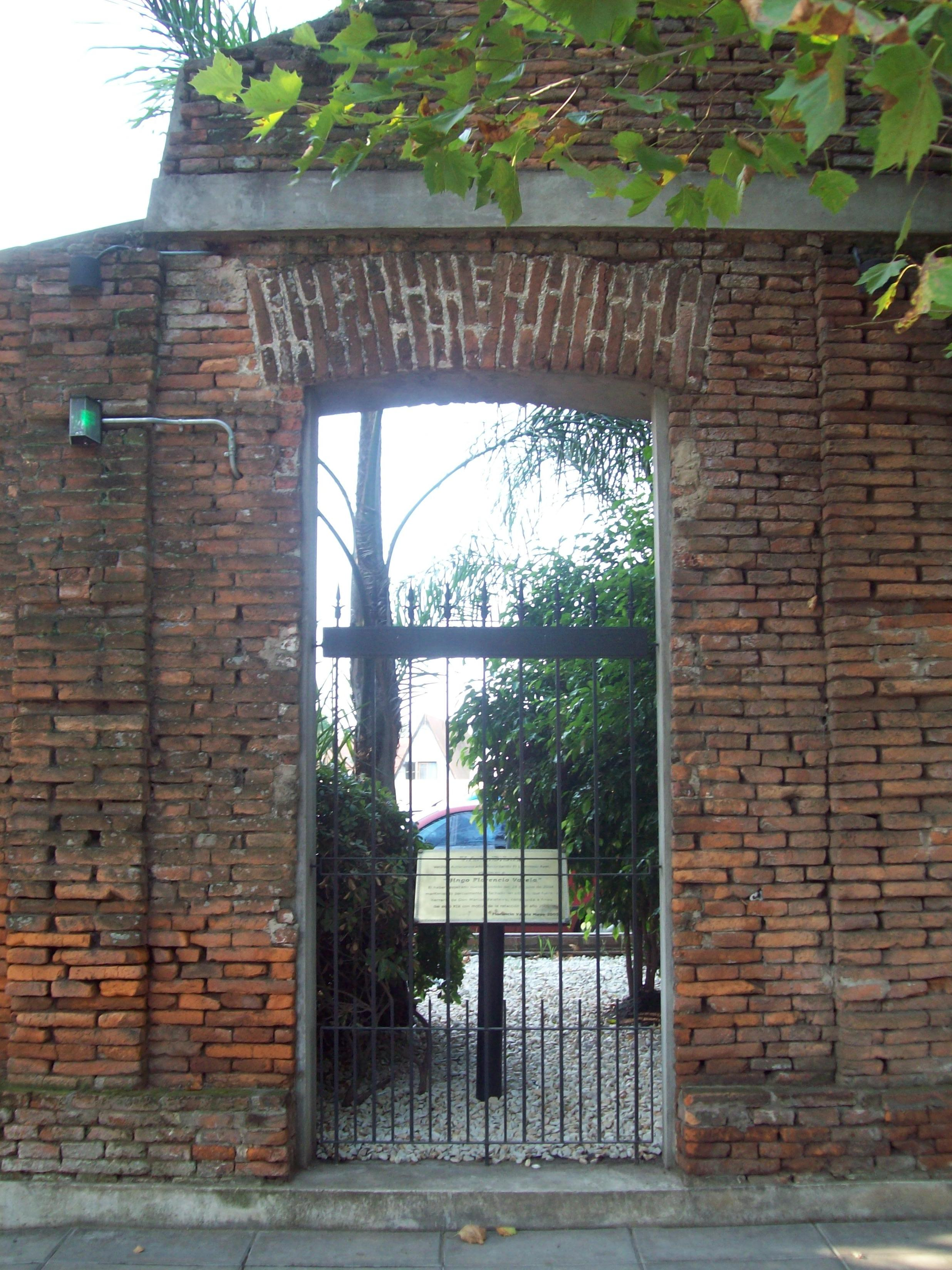
Lo que quedó de la fachada del inmueble más antiguo de Varela, la herrería de Peleteiro, transformada en el estacionamiento de un Bingo.

Muchas residencias antiguas se encontraban ubicadas en lo que es hoy el centro de la localidad y en el Cruce Varela.
Resulta notable la edificación destinada a los laboratorios de YPF, cuya piedra fundamental fue colocada el 13 de diciembre de 1940, quedando la obra, hoy propiedad de la Universidad Nacional Arturo Jauretche, inaugurada en una importante ceremonia el 25 de diciembre de 1941.
También merece una mención la antigua edificación con perfiles de castillo, situada en las calles España y Aristóbulo del Valle, cuyas dependencias principales fueron ocupadas a mediados del siglo XX por la familia Baliani. También vivían allí, en áreas probablemente destinadas a los caseros, la Sra. de Hasperue con sus hijos, al fondo del inmueble y frente a la calle España. Este pequeño castillo era propiedad de la familia Mortola.
El "barrio de los artistas", ubicado en una tramo de la avenida Hipólito Yrigoyen próximo a la Rotonda de Berraymundo, de no más de tres cuadras, comprendía amplias casaquintas con una añosa arboleda y atractivos jardines; en la actualidad tales fincas aún existen. El mismo debe su nombre a que las casas quintas han sido propiedad de veraneo de artistas nacionales del teatro, radio y cine, como Olinda Bozán, Oscar Valicelli, Paquito Busto y Pablo Palitos.
Destaca la tradicional residencia en Monteagudo 517 que fuera de la Flia. López Bolasel y de la Flia. Tomaghello.
La casa quinta "San Carlos", propiedad del Dr. Carlos Galli Mainini, aún se conserva en gran parte, conservando su color original, su portón de acceso y su galería de rosas. Esta finca ocupa toda la manzana que en su casi totalidad es hoy el Instituto Santa Lucía, entre la avenida Eva Perón y las calles Quintana, Pueyrredón y Corrientes.

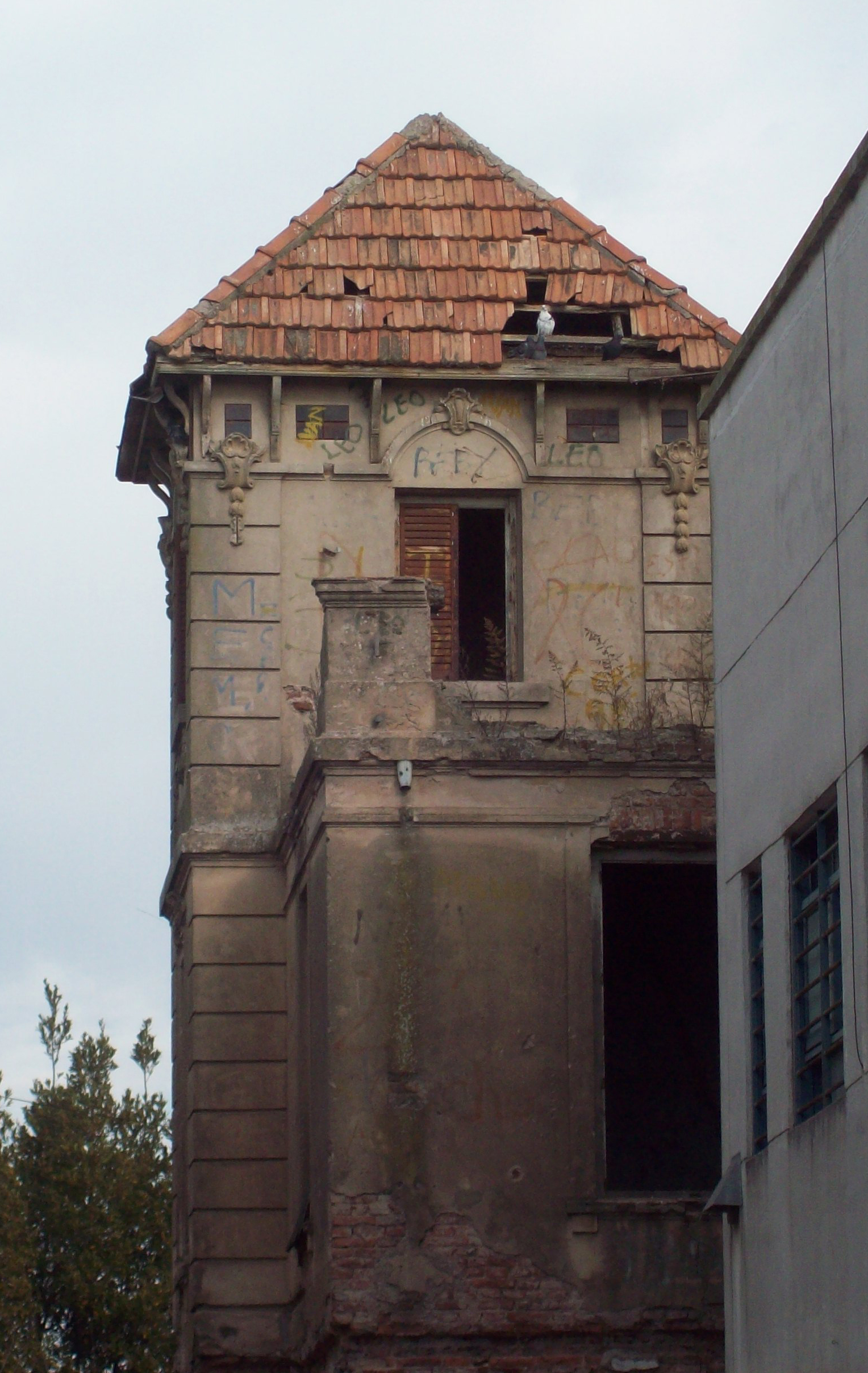
Detalle de lo que fue la casa del Dr. Silvio Dessy, actualmente en estado de deterioro.

El "castillo del Abuelo", ubicado sobre la calle Quintana, fue construido para el director del Instituto Biológico Argentino, Dr. Silvio Dessy; posteriormente se convirtió en la Escuela de Enseñanza Media N.º 1, la cual lleva su nombre.
La quinta "María Rosa", propiedad de los esposos Félix Evaristo Rodríguez (intendente municipal en el periodo 1936-1939) y Graciana Bidart, ubicado en la avenida Eva Perón y Cabello, limitada en parte por las vías del ferrocarril Roca. En este sitio funcionó por un periodo el Juzgado de menores.

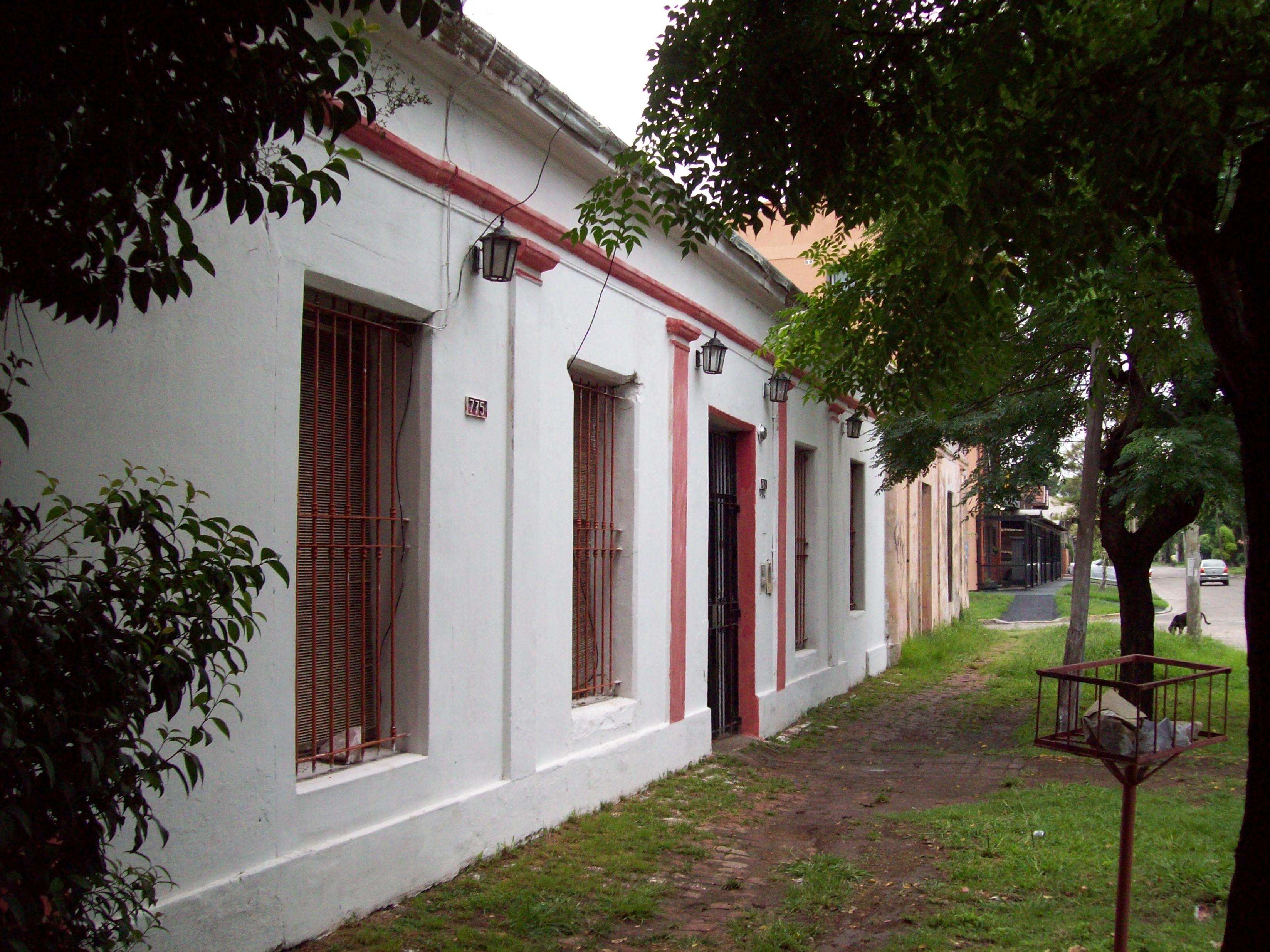
Casa de la calle Bourel esquina Castelli, donde funcionó el primer almacén del pueblo.

El chalet de los Bassagasteguy, ubicado en la esquina de las calles Belgrano y Lavalle. Lamentablemente un incendio acabó con gran parte de él, aunque hoy todavía se mantiene en pie.
Otras bellas casas quintas que se pueden nombrar son la de Soler, en Monteagudo y Boccuzzi; la de Villa Abrille, en 25 de Mayo, Newbery, Pedro Bourel y Ayacucho; la de Eguren, en Ayacucho; la de Cabello, en Mitre y España, la del Dr. Gerónimo Spagnol, como la de la Flia. Dessy-Schivianini, ambas linderas y ubicadas en la calle Lavalle; y la casa quinta que eligieran las Hermanas Franciscanas, en Maipú y 25 de Mayo, para realizar la obra del fundador de su orden Faustino Mennel, junto al Colegio Sagrado Corazón.

### Construcciones en altura
En un principio, la única construcción de altura de la localidad era la torre campanario de la Iglesia San Juan Bautista, inaugurada en 1880.
Las primeras torres residenciales de más de diez pisos se construyeron recién a finales del siglo XX, una ubicada en la peatonal Monteagudo 4 esquina Teniente General Perón, frente a la estación de trenes; la otra, muy característica, ubicada sobre la avenida San Martín entre Castelli y Chacabuco.
Ya a principios del siglo XXI hasta la actualidad se construyen grandes torres, destacando entre ellas la Torre Contreras y el San Juan Palace, de 18 plantas cada una.
En total, entre los que se encuentran terminados y los que aún están en obra, hay aproximadamente quince torres de más de diez pisos.

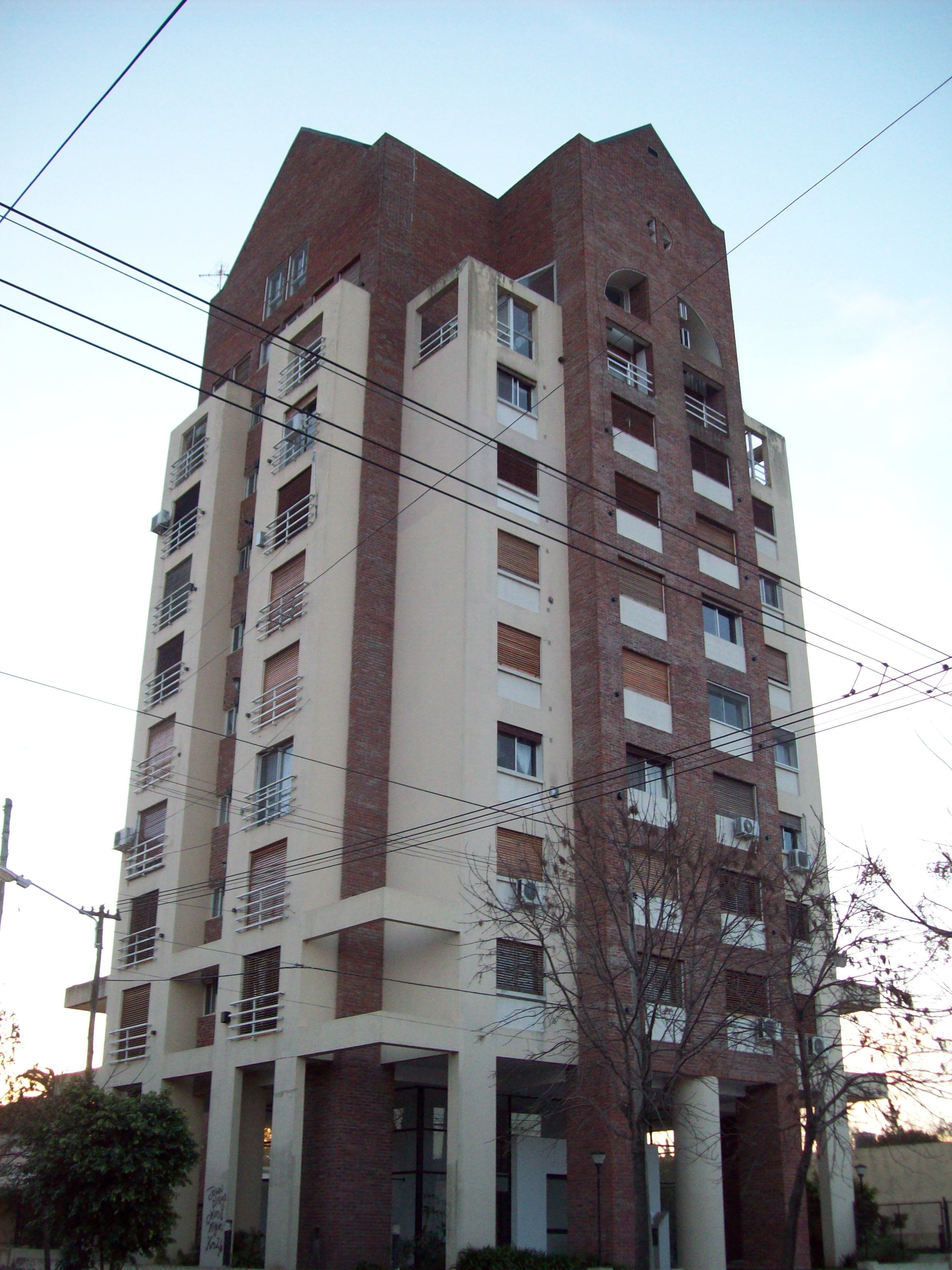
Torre España y 9 de Julio.
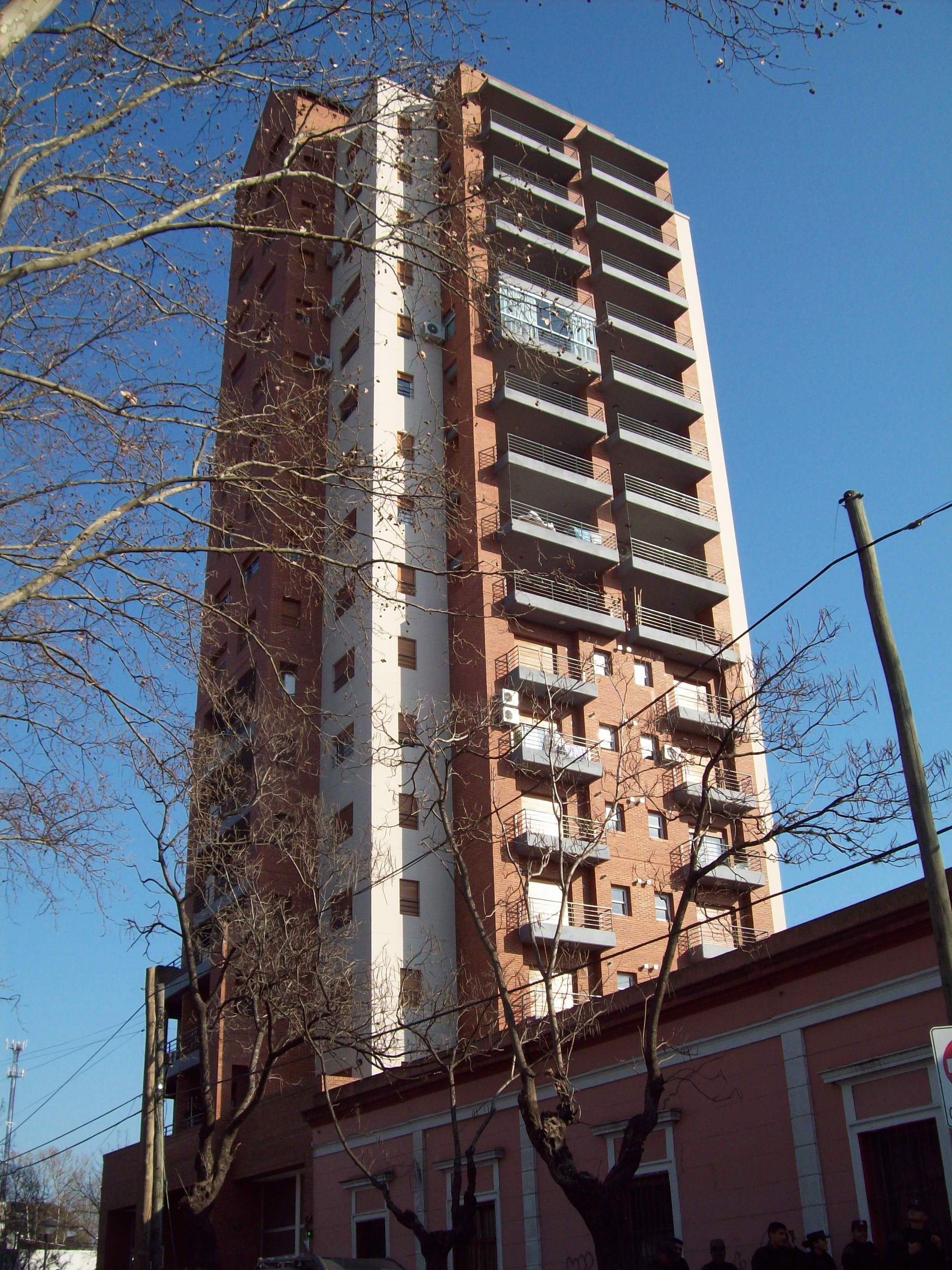
Torre Contreras.
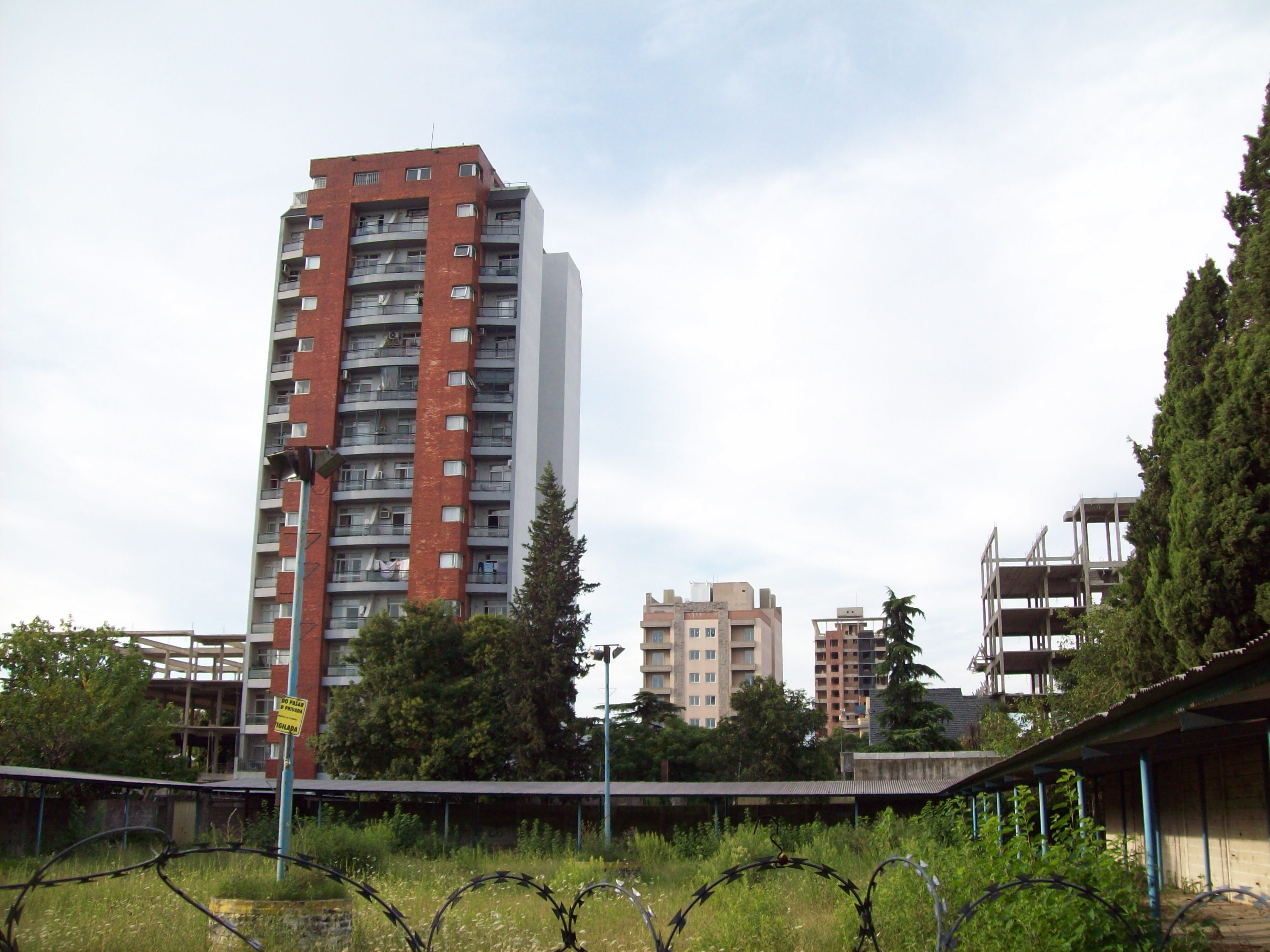
Varios edificios con la Torre Varela III en primer plano.
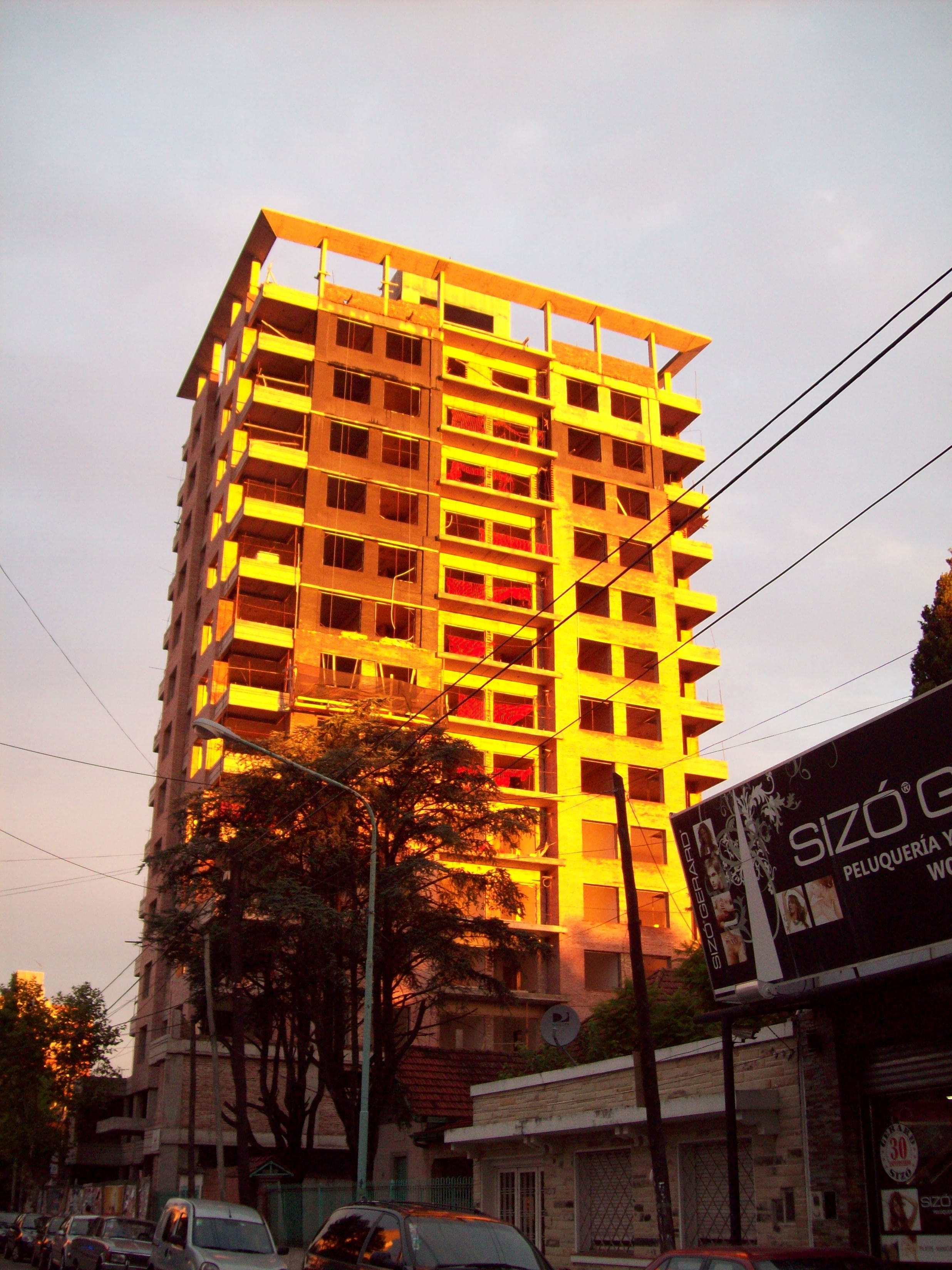
Torre en construcción sobre San Juan entre San Martín y España.
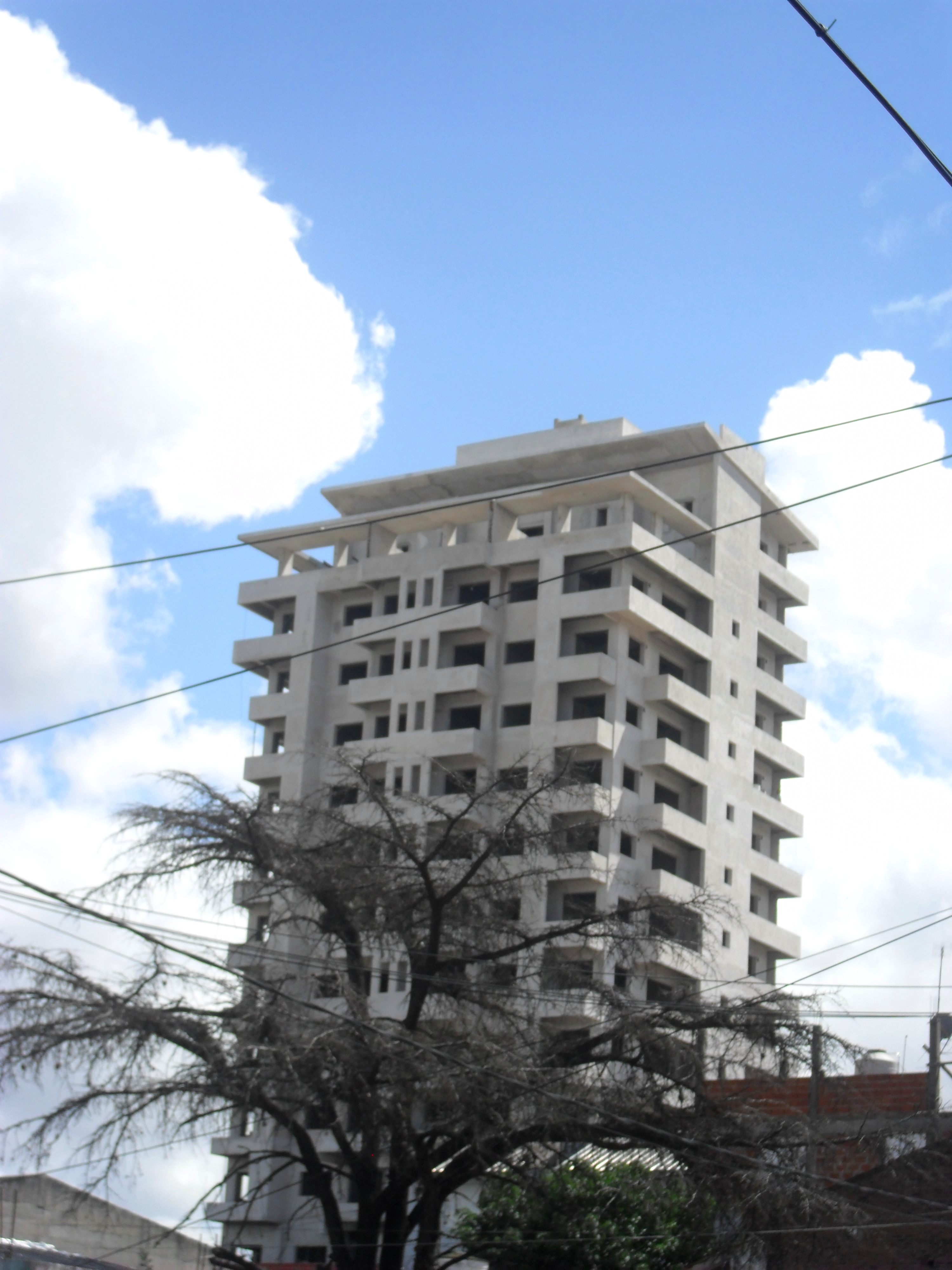
Torre en Yrigoren, entre Necochea y Remedios de Escalada.

### Paseo de hitos de la Avenida Gral. San Martín
En el barrio Centro de Florencio Varela, sobre el boulevar central de la Avenida Gral. San Martín, se emplazan distintos monumentos, estatuas y placas alegóricas.

## Turismo

### Sitios de interés

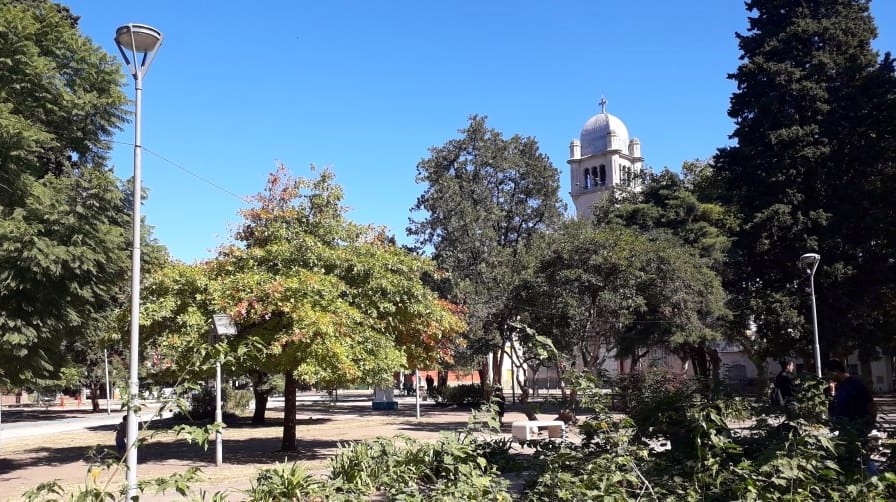
Plaza San Juan Bautista con la iglesia homónima de fondo.

- Plaza San Juan Bautista: fue inaugurada en 1874 frente al edificio de la municipalidad, en 1941 fue remodelada con plantas oriundas de la zona y actualmente es uno de los principales espacios verdes donde los varelenses realizan distintas actividades; además, los fines de semana suelen instalarse puestos de artesanías.

- Parroquia San Juan Bautista: se inauguró en 1880, frente a la Plaza del mismo nombre y al lado del palacio municipal, con un estilo árabe-romano y con diversas esculturas. Las imágenes de la Virgen y del Sagrado Corazón, ubicadas en la entrada principal, fueron traídas desde Francia y están hechas de mayólicas.

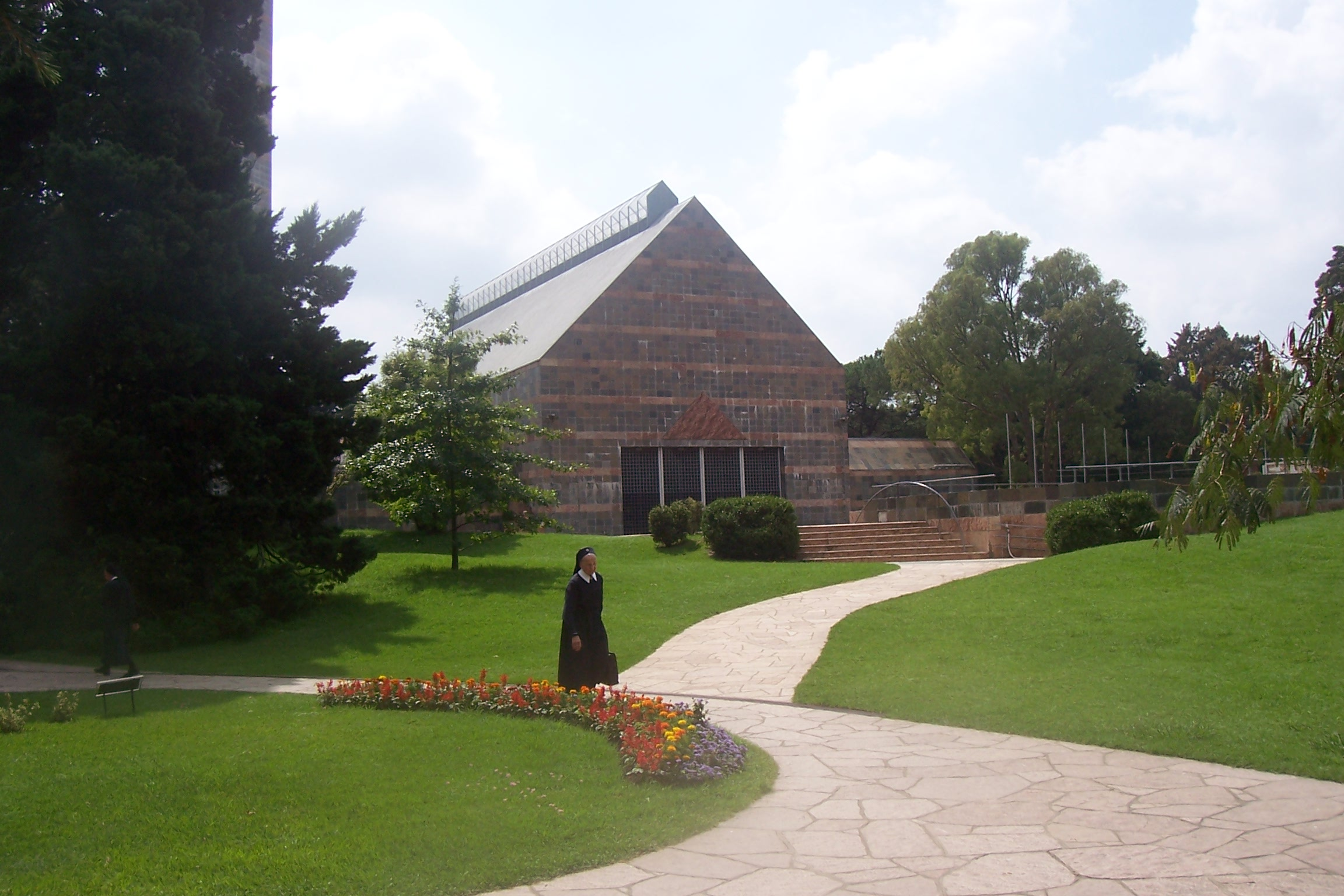
Santuario Nuevo Schöenstatt.

- Santuario de Schönstatt, santuario con origen en Alemania, el cual cuenta con una capilla dentro del complejo y una exclusiva para religiosos. Es un lugar más bien visitado por su atractivo como un hermoso y gran jardín.

- Centro tradicionalista "Fortín La Tropilla", ubicado en la calle Monteagudo y Diagonal Granaderos, el predio pertenece a lo que una vez fue la Estación Gobernador Monteverde. Actualmente se utiliza para heterogéneos eventos culturales, algunos de índole rural, tal como jineteadas de caballos, desfiles de novillos, carruajes y caballos, y bailes de música folclórica. Todas las ediciones del Varela Rock de 2006 hasta 2011 se llevaron a cabo en el Fortín.

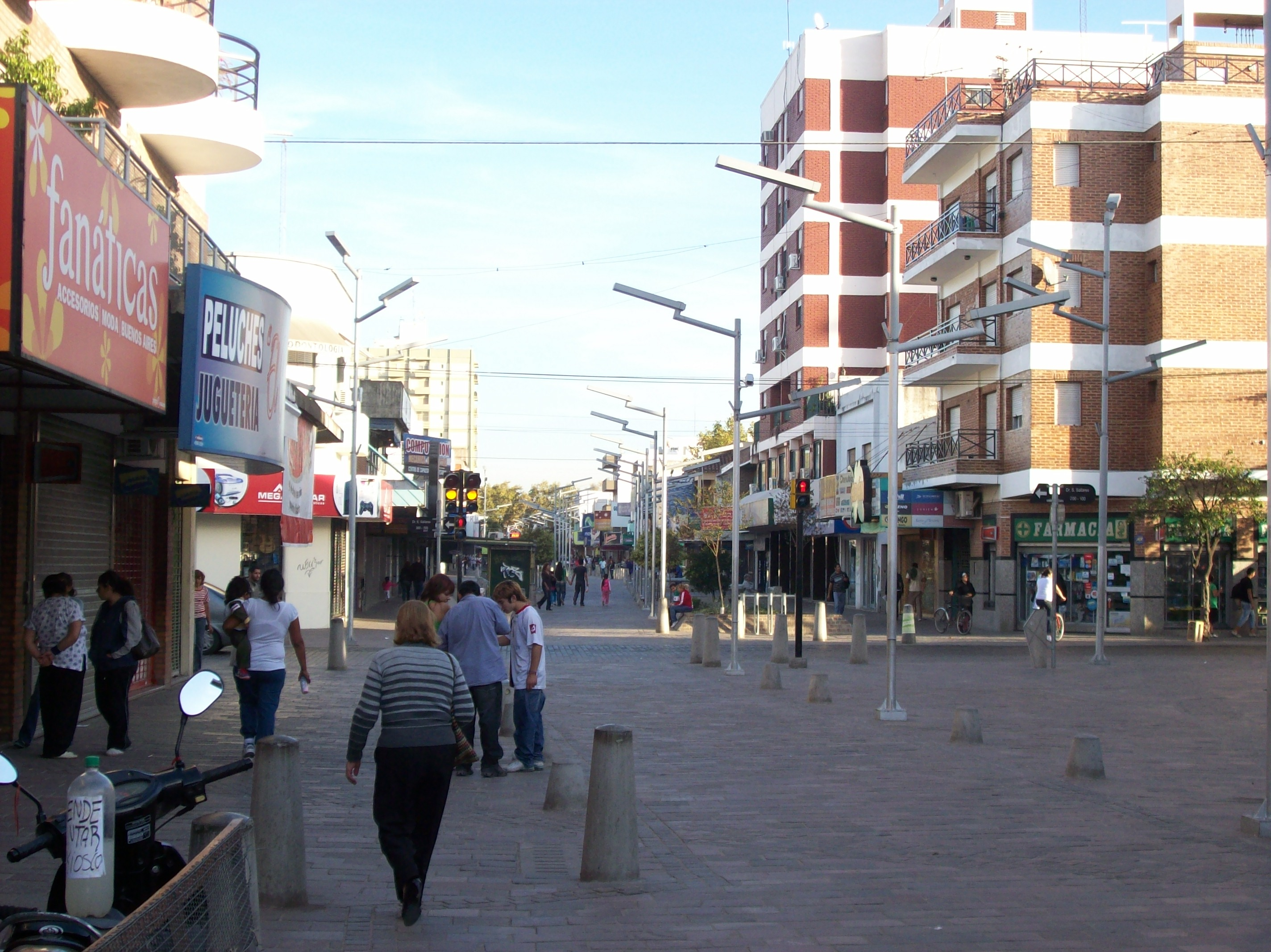
Peatonal Monteagudo.

- Peatonal Monteagudo es la principal calle comercial del distrito, la misma comienza en la intersección con la calle San Juan, donde se ubica el Bingo de Florencio Varela y termina cuatro cuadras después sobre la calle Teniente General Perón, frente a la estación de tren. Aquí pueden encontrarse distintos locales de variadas marcas.

- Paseo de Compras San Juan Bautista, conocido popularmente como "la feria de Senzabello", es un lugar con más de 300 puestos donde se pueden comprar diversos artículos, sobre todo indumentaria, el cual se encuentra en Avenida Senzabello a metros de la Ruta 36.

- Parque deportivo, recreativo y cultural de Villa Angélica, situado en Avenida Thevenet entre Arenales y Storni del barrio Villa Angélica, en él se pueden realizar distintas actividades como caminatas, patín artístico y carrera, roller hockey y skate, vóley, skate boar, atletismo, boxeo recreativo, fútbol (femenino y masculino), gimnasia localizada, handball, hockey y korfbal.

### Gastronomía
Durante los últimos años, distintos restaurantes, cafés y heladerías se han concentrado en el centro de la localidad, especialmente en el Cruce Varela, a lo largo de la Avenida San Martín, y en otros puntos destacados. En la intersección de las calles San Juan y España, se encuentran locales como la heladería Vía Cosenza, el Café Martínez, y la casa de comidas rápidas "Aires", ubicada en San Juan 11, entre otras opciones gastronómicas.
También, en la calle Mitre entre España y Avenida San Martín, hay opciones gastronómicas como la heladería El Piave o la casa de comidas Ahora Son 13.
En Vélez Sarsfield entre 25 de Mayo y Avenida San Martín existen distintas alternativas a la hora de comer.
A los lugares ya mencionados se le suman los ya clásicos restaurantes y pubs ubicados sobre la Avenida San Martín, como Hemingway, Survive o Aniceto Bar.
A lo largo de la Avenida Hipólito Yrigoyen pueden encontrarse varias pizzerías y heladerías.
Por último, destacan las ferias gastronómicas y de emprendedores organizadas por la municipalidad en la Plaza San Juan Bautista, en las cuales distintos emprendedores y comercios del distrito pueden tener su puesto y comercializar gran variedad de productos.

## Arte y cultura

### Eventos
- Día de Florencio Varela: Cada 30 de enero Florencio Varela celebra el aniversario de su fundación, la cual fue en 1891, con la realización del acto oficial, una misa en la Parroquia San Juan Bautista y la actuación de la Orquesta Sinfónica Municipal.

- Fiesta Patronal de San Juan Bautista: realizada en el mes de junio y la cual dura solamente un día.

- Fiesta de la Flor: Antigua festividad en la que los floricultores de la zona rural del partido exponen sus productos.

- Carnaval varelenses: se realiza en el mes de febrero en la vía rápida de la Avenida San Martín o en el Polideportivo de Avenida Thevenet.

- Expo emprendedores varelenses : feria realizada en la Plaza San Juan Bautista y fomentada por la Municipalidad, en la cual se instalan diversos stands, en su mayoría de comidas.

- Certamen Internacional de Cortometrajes Roberto Di Chiara: se realiza en el mes de noviembre, y allí se proyectan cortometrajes de todo el mundo.

- Varela Rock: se realiza anualmente, con la presencia de bandas locales y bandas invitadas como La Mancha de Rolando, Arbolito y Vox Dei, traídas por la Casa de la Cultura.

- Ciclo de exposiciones de artes visuales: creado en 1980 y vigente hasta la actualidad, allí exponen artistas locales y regionales.

### Equipamientos culturales

#### Museos

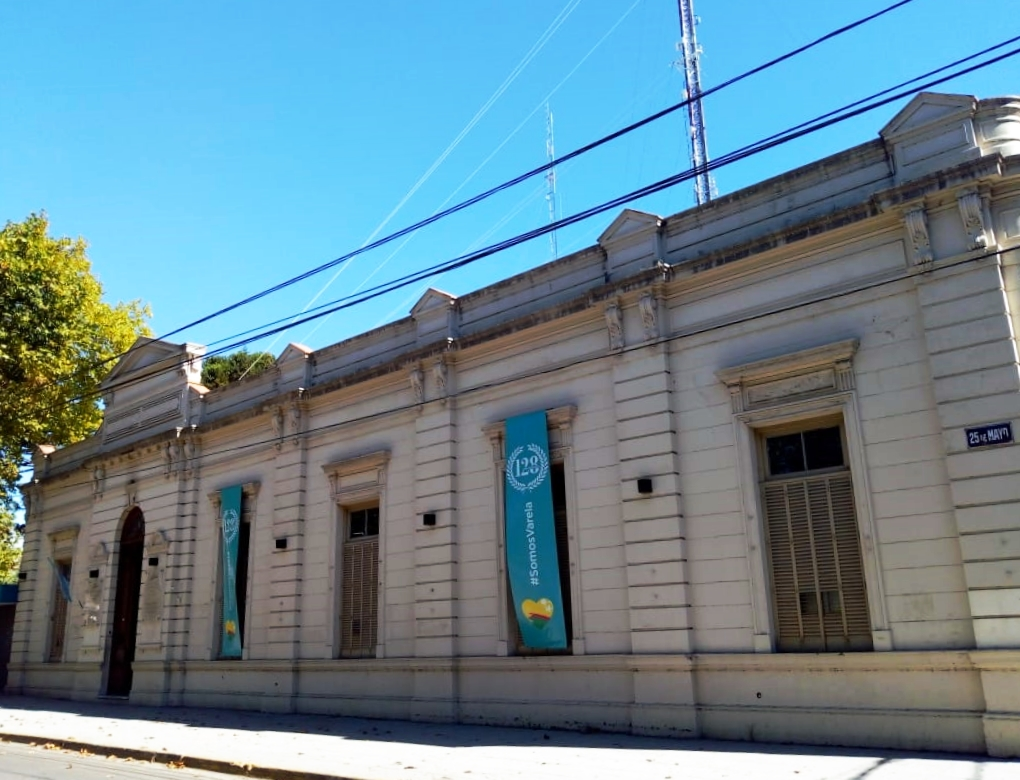
Museo comunitario de Artes Visuales e Histórico de Florencio varela.

- Museo comunitario de Artes Visuales e Histórico de Florencio varela: actualmente, el viejo edificio municipal ubicado en la calle 25 de Mayo esquina Maipú funciona como museo, y tiene como objetivo rescatar, preservar y difundir la historia, las tradiciones y el patrimonio cultural de Florencio Varela.

#### Teatros
- Casa de la Cultura
- Teatro del Colegio Sagrado Corazón
- Salón Bomberos Florencio Varela

#### Cines
- Cinemacenter Florencio Varela, ubicado en el predio del Carrefour de Varela.

## Deportes

Mural del "Halcón varelense".

El Club Social y Deportivo Defensa y Justicia es el club local, y su estadio se ubica en la localidad de Gobernador Costa.
La institución fue fundada el 20 de marzo de 1935 y su principal actividad es el fútbol, pero también promueve la práctica de otros deportes como el handball y el hockey.
Defensa y Justicia participa de la Primera División de Argentina desde el segundo semestre de 2014, luego de ser subcampeón de la B Nacional en la temporada 2013/14. En ese campeonato, el "Halcón" realizó una muy buena campaña, cosechando 75 puntos y por ende obteniendo el ascenso a la máxima categoría del fútbol argentino.
Para sus partidos en condición de local, el equipo juega en el Estadio Norberto Tomaghello, el cual disponía de una capacidad de 11 000 mil personas hasta mediados de 2014. En los años posteriores, con la ampliación de la tribuna popular norte y la construcción de una nueva platea con capacidad de más de 1000 asientos, el estadio cuenta con un aforo de 18.000 mil espectadores.
"Defensa" es uno de los clubes que más temporadas disputó la Primera B Nacional, con un total de 24. Ha jugado en todas las categorías del fútbol argentino, siendo uno de los pocos clubes que jugó desde la categoría más baja y logró ascender a Primera.
Luego de haber realizado una excelente campaña en el Campeonato de Primera División de 2016, bajo la conducción de Ariel Holan, finalizando en 8.° lugar, sobre 30 posibles, en la tabla de posiciones general, Defensa y Justicia logra clasificar por primera vez en su historia a un torneo de carácter internacional, siendo en este caso la Copa Sudamericana 2017.

## Parroquias católicas
| Diócesis   | Quilmes |
| ---------- | --- |
| Parroquias | San Juan Bautista, Santa Lucía, Inmaculada Concepción de la Medalla Milagrosa, Nuestra Señora de la Esperanza, Virgen de la Divina Providencia, San Martín de Porres, Nuestra Señora de Guadalupe, San Pantaleón |

## Curiosidades
El famoso escritor argentino Leopoldo Lugones era un habitué en Florencio Varela. Se dice que participaba de reuniones conspirativas en el castillo que se levantaba en la esquina de Aristóbulo del Valle y España.